# Biserica de lemn din Brădet

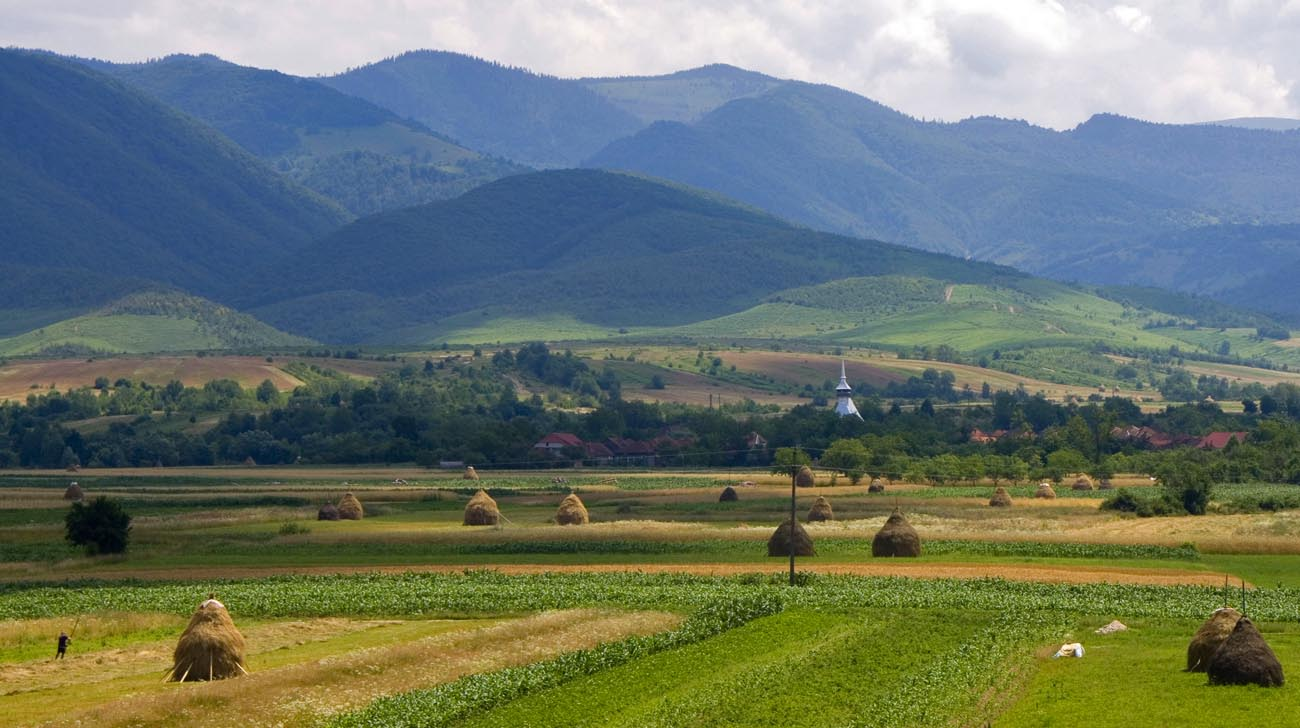
Biserica de lemn din Brădet, 2008

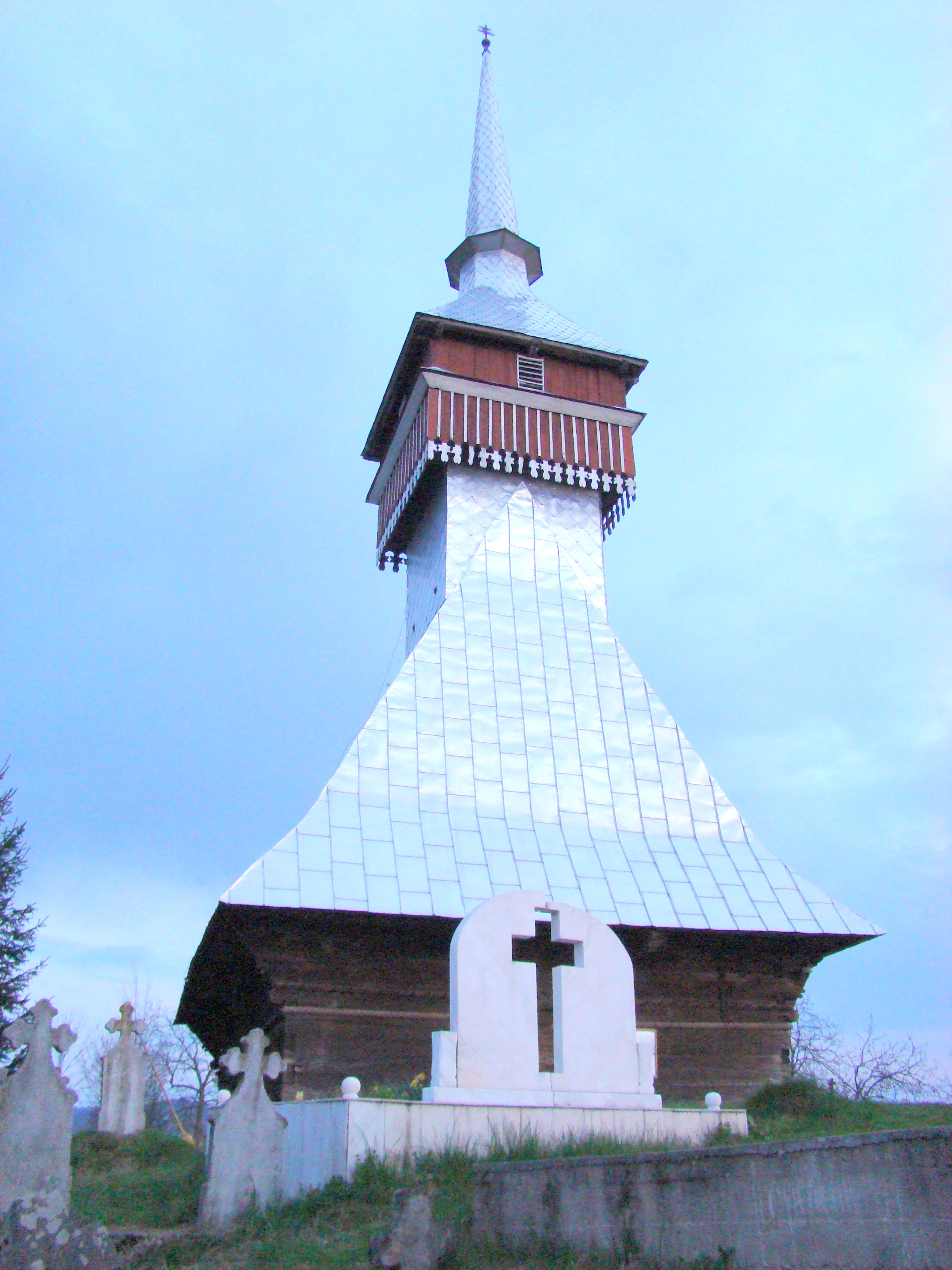
Biserica de lemn „Sfântul Ioan Teologul” din Brădet, județul Bihor, foto: aprilie 2010

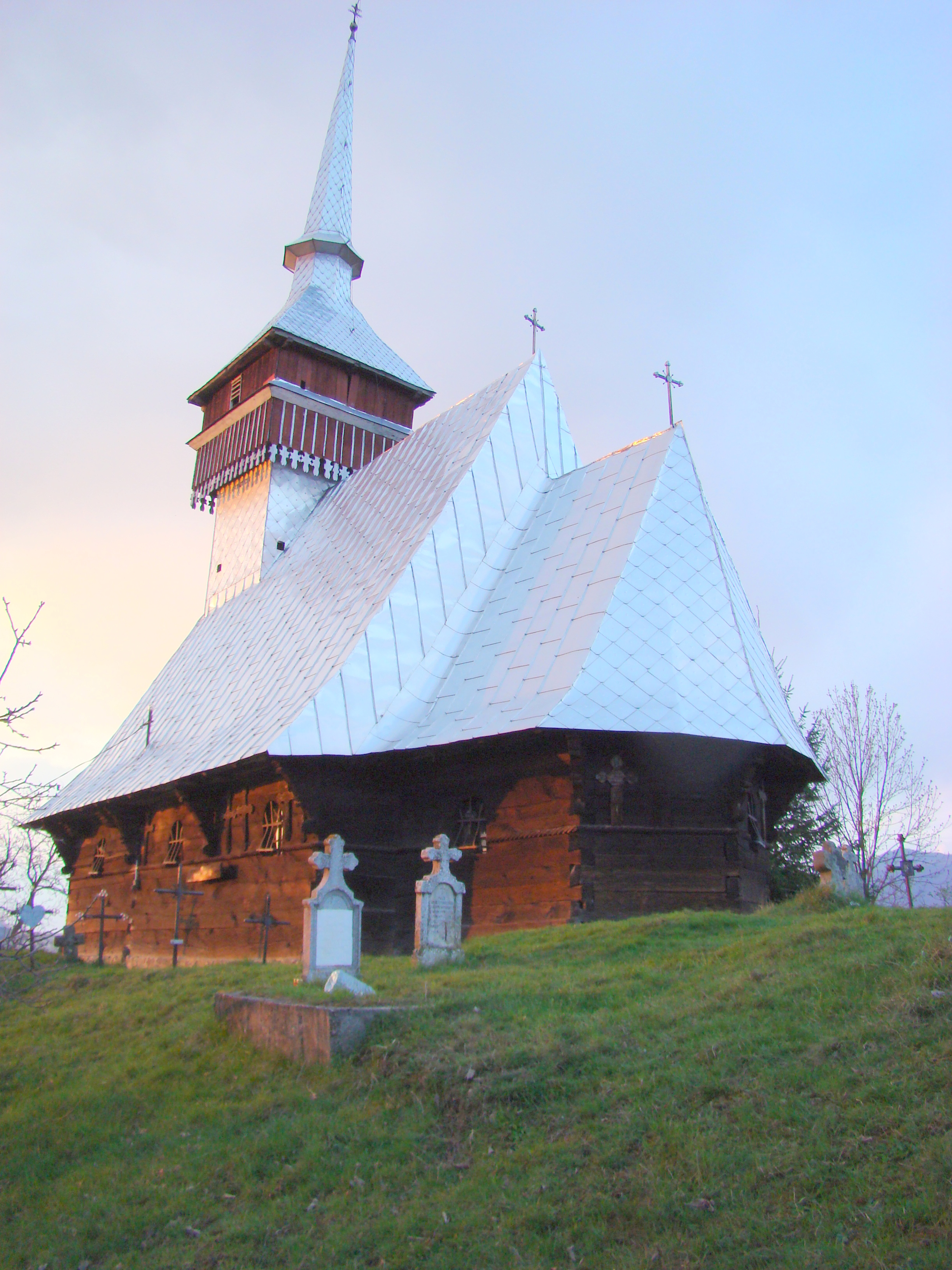
Biserica de lemn „Sfântul Ioan Teologul” din Brădet, județul Bihor, foto: aprilie 2010

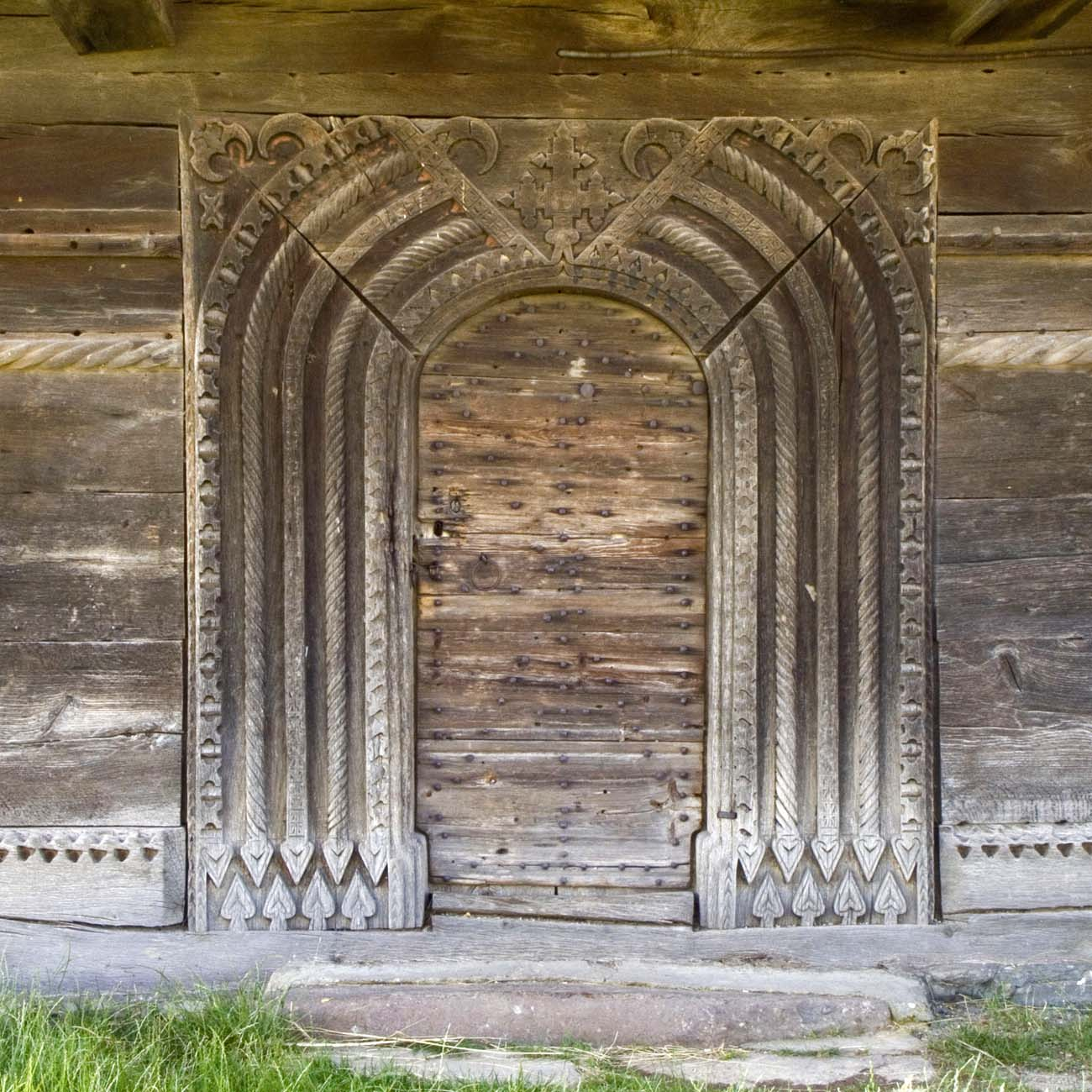
Portalul de la intrare, 2008

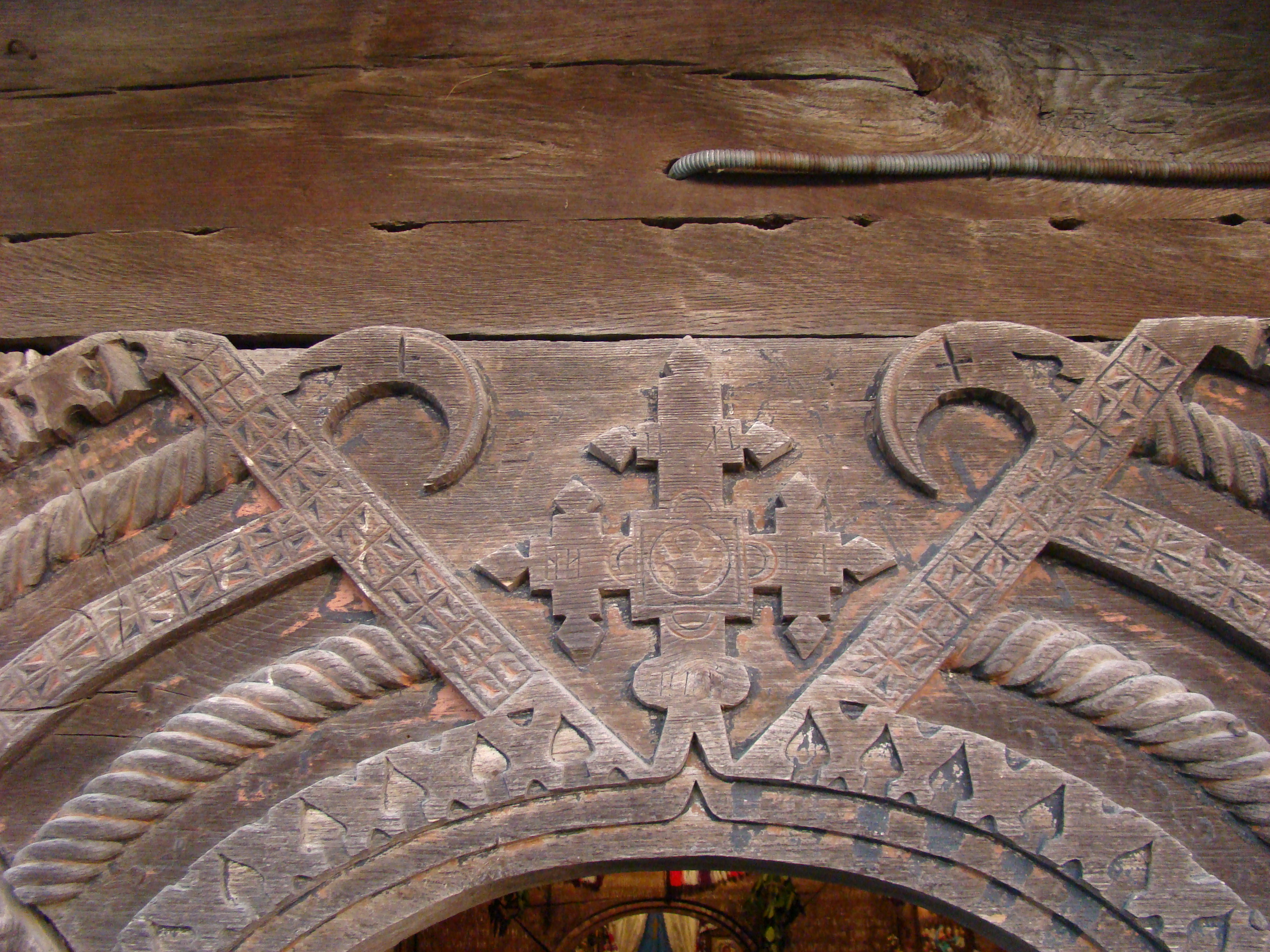
Motivele ornamentale de la partea superioară a portalului: crucea, cu brațele duble, iar în colțurile de sus „coarnele berbecului"

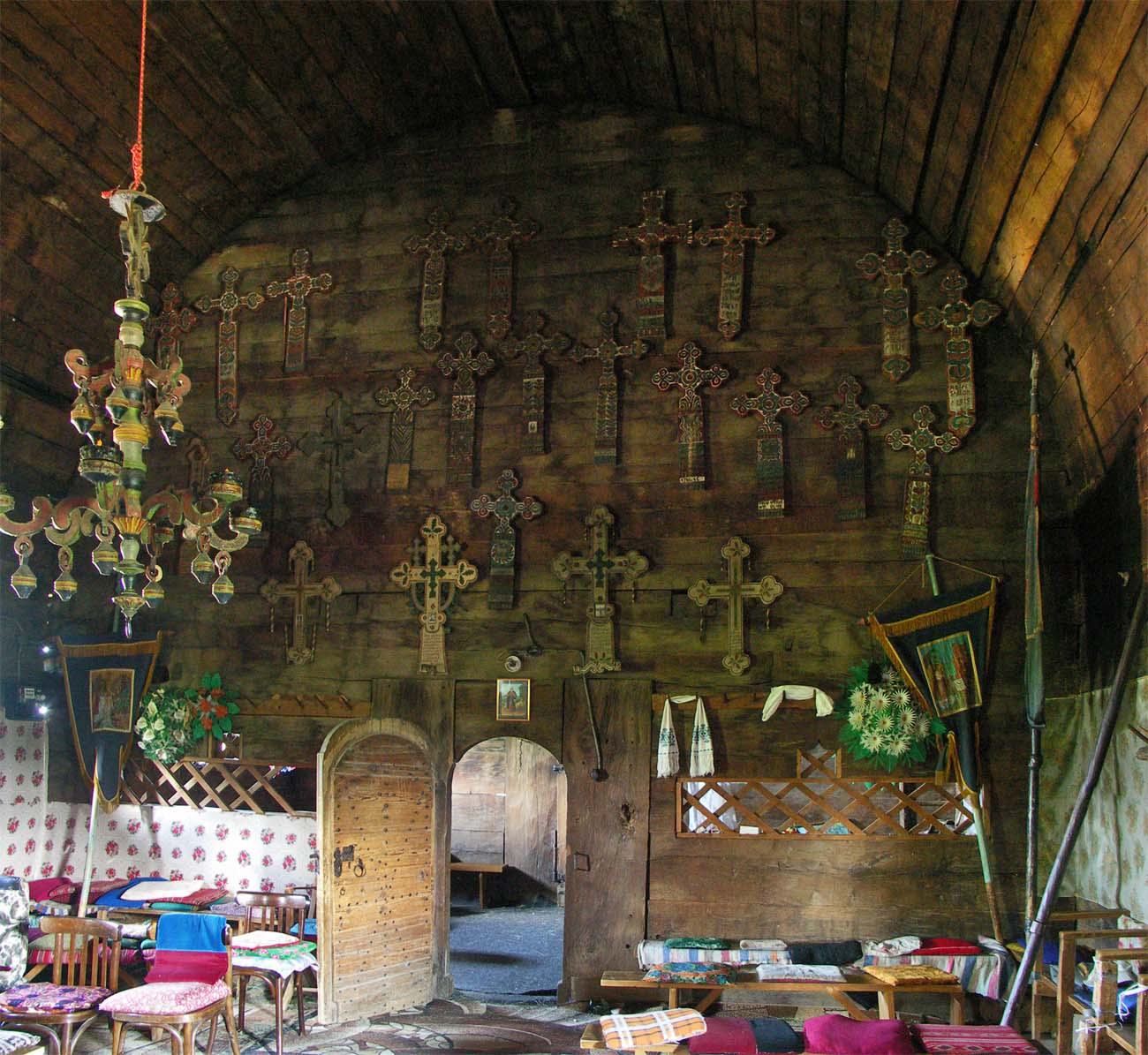
Interiorul navei, spre intrarea din pronaos, 2008

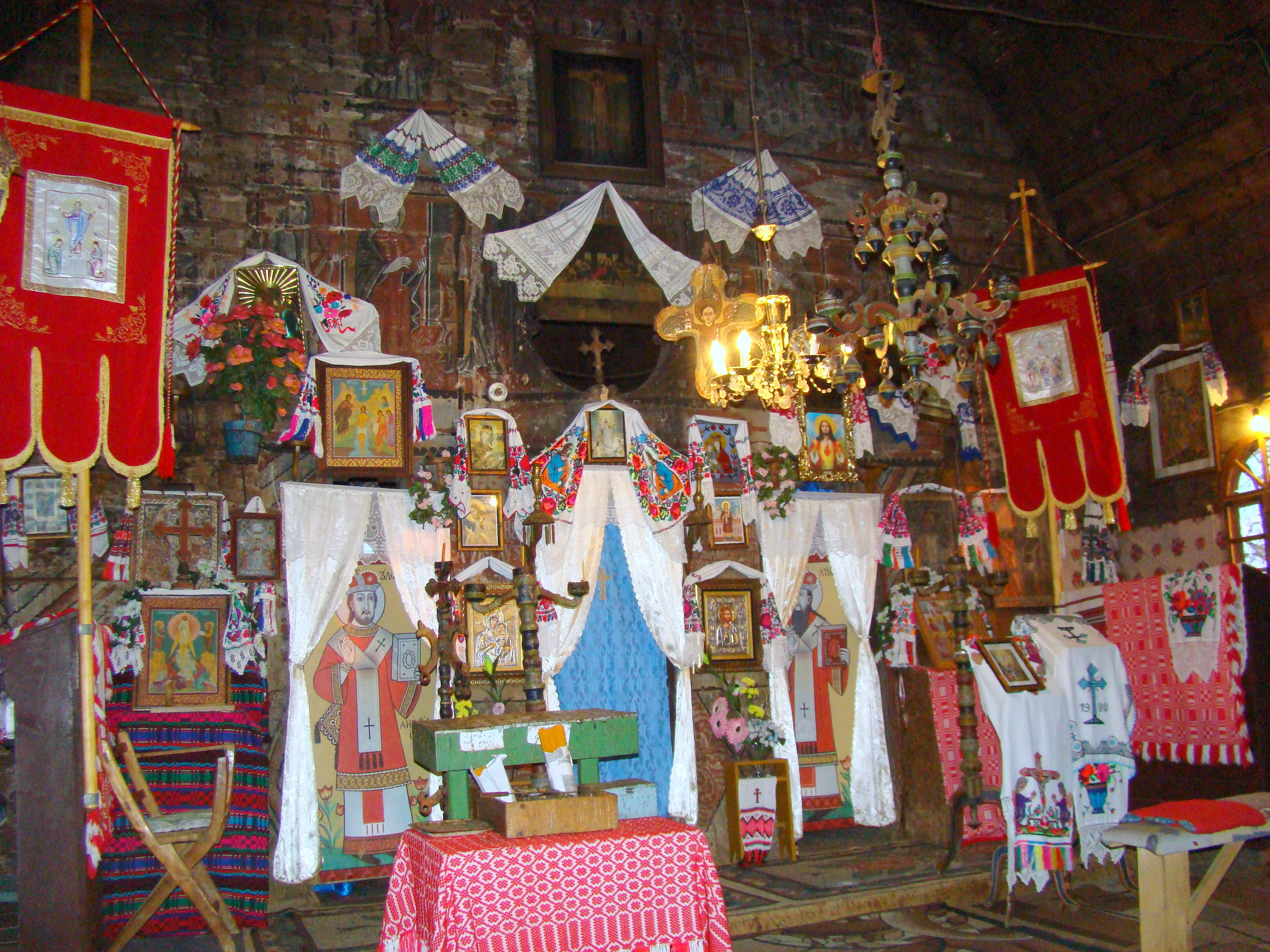
Iconostasul

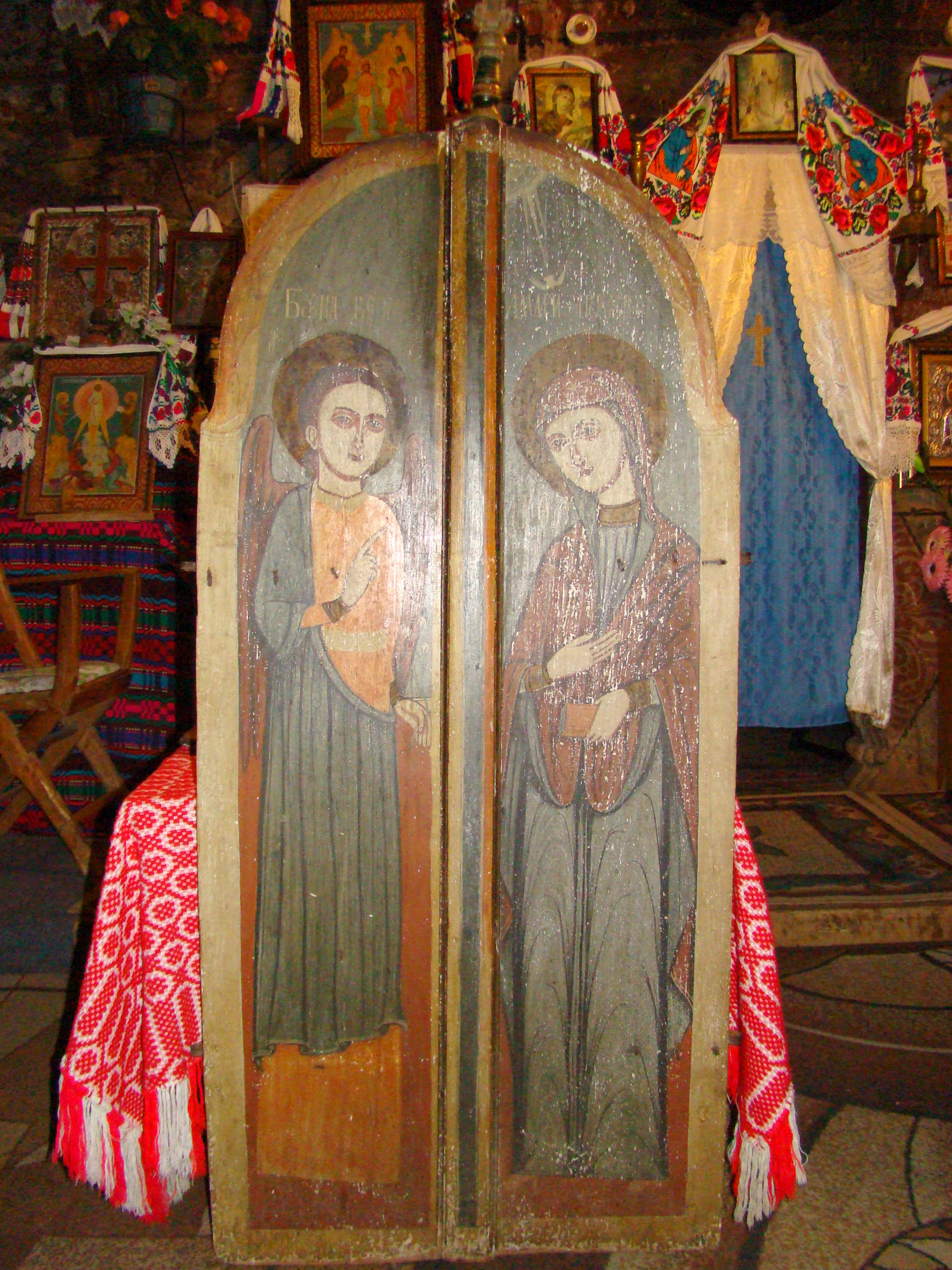
Ușile împărătești, pictate de David Zugravul

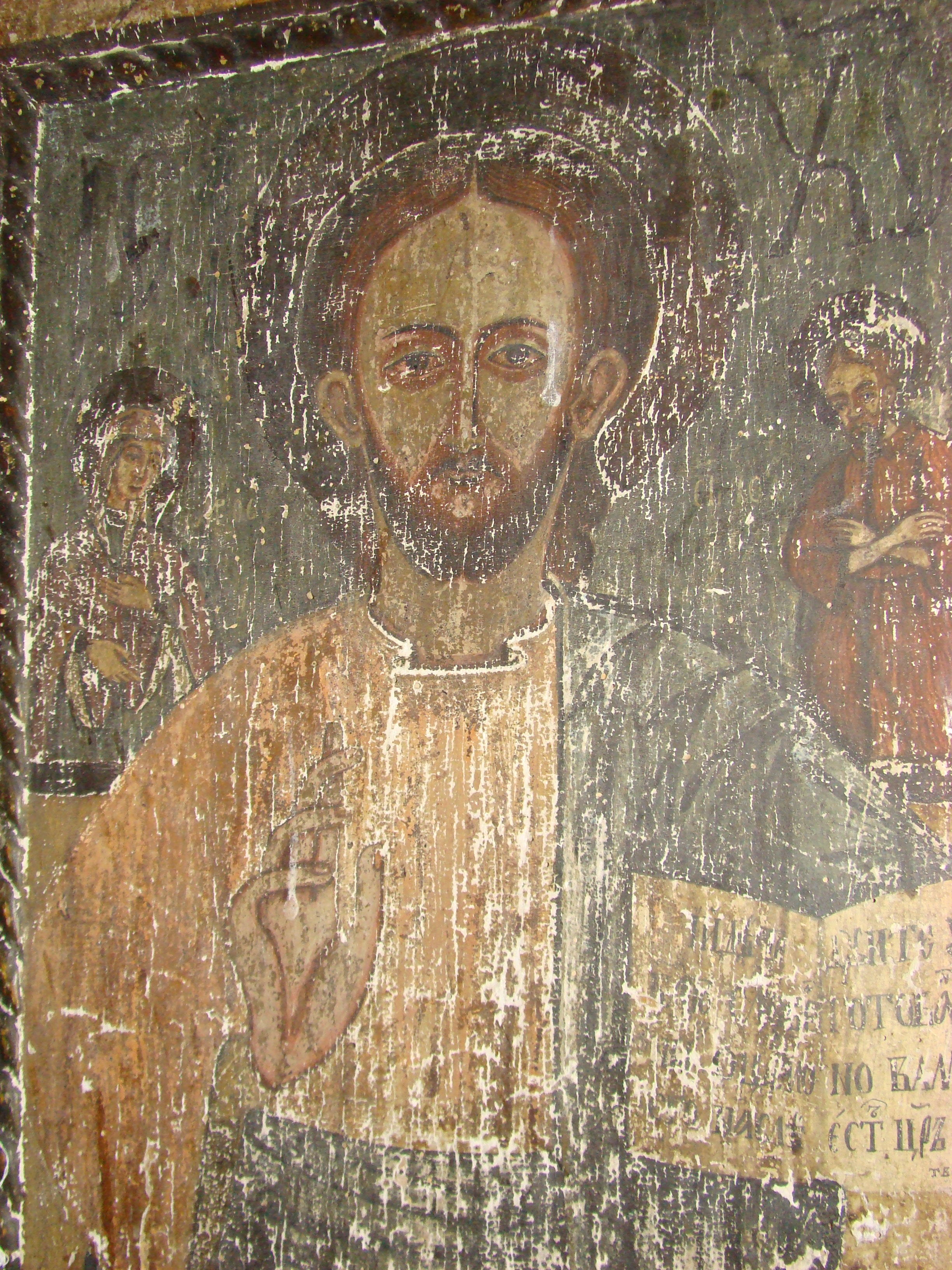
Deisis

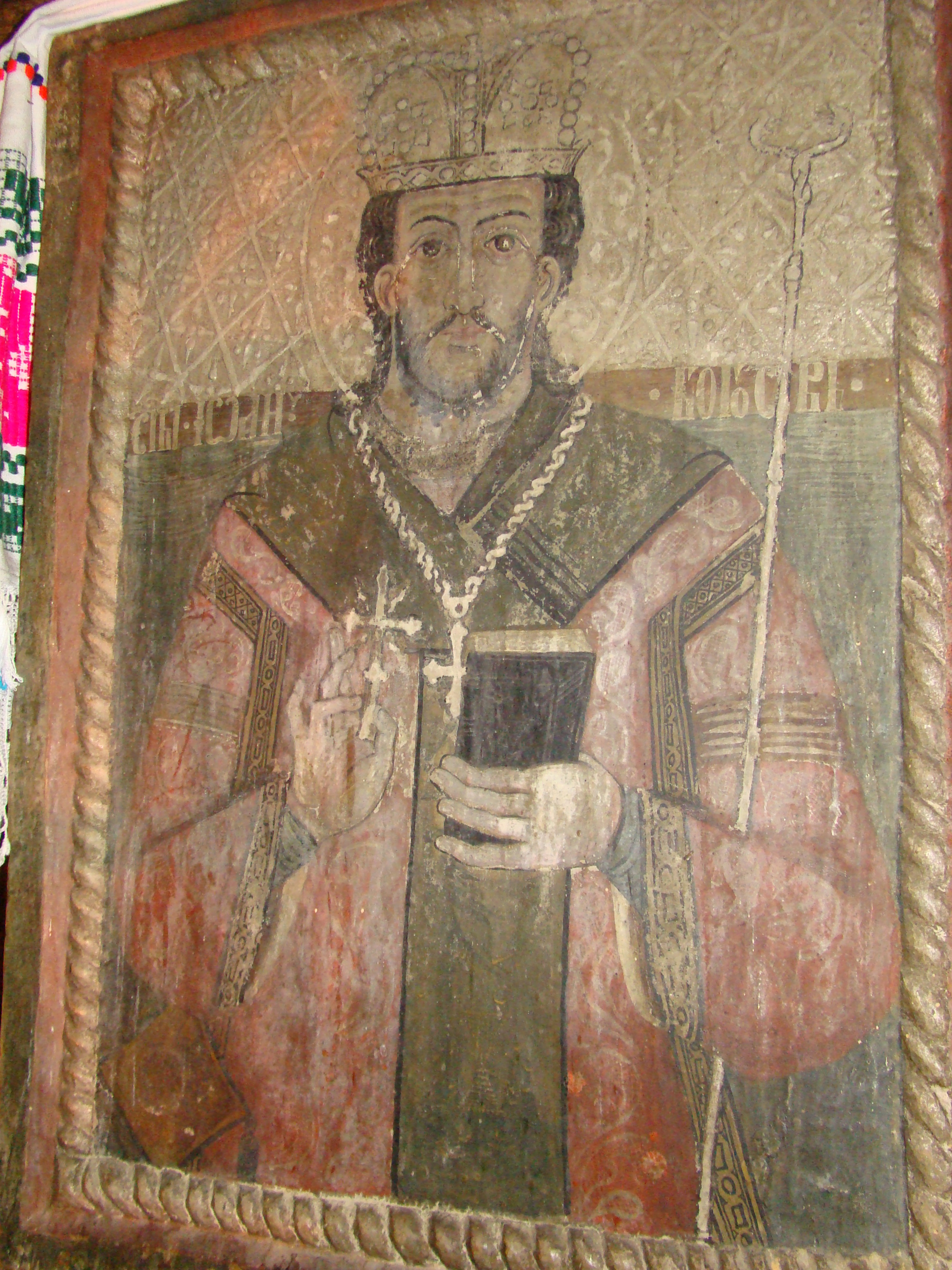
Icoana de hram: Sfântul Ioan Teologul

Biserica de lemn din Brădet se află în localitatea Brădet din județul Bihor și a fost ridicată în anul 1733. Aceasta este una dintre cele mai monumentale și desăvârșite realizări în arhitectura sacrală de lemn din Transilvania, ce a servit fără îndoială drept model bisericilor de lemn din Valea de Jos, Rieni, Ghighișeni și probabil altora din zonă, astăzi dispărute. Biserica se află pe noua listă a monumentelor istorice sub codul LMI:  BH-II-m-A-01121.

## Istoric
Începutul acestei biserici este fixat de o pisanie lungă peste intrarea în naos, care reține următoarele: "Ac[e]astă sf[â]tă și Dumnezăiască besearecă sau făcut în zilele pre luminatului împăratului al șasele Liopoldu Karliușu, meșterii carei au făcut beseareca aceasta în satu în Bră[de]tu au fost din ținutul Abrudului anume Măndruțul și cu Briciu Crăciun, iară mitropolitu au fost Vitănchie, mitropolit creștin, și toți br[ă]dăt[a]nii cu bătrăni și cu tineri sau nevoit cine cu ceau putut sau nevoit, de au făcut această sf[â]ntă Dumne[ze]iască besearecă, iară când au fost de la nașterea lui Hs văleat 1733, - iară de sar afla cineva nebun să găndească cu răotate asupra ac[est]ei sf[i]nte beseareci să slob[oa]ză pre [ea] foc sau altă străcăciune să fie afurisit și anaftema de trei 318 de părinți sf[i]nți din Nechie amin - scrisam e[u] popa Vasilie. Iară acel preut ce va sluji întru această sf[â]ntă besearecă să zică să le erte D[umne]zău păcatele meșterilor și tuturor cine au agiutat la sf[â]nta besearecă."
Pe iconostas, în jurul ușii împărătești se poate citi parțial pisania lăsată de pictorul David Zugravu de la Curtea de Argeș: "Ani D[o]mnulu[i] 1750 sau zugrăvit David ... nou făcut și sau zugrăvit fiind și ... Pușla Ion și Po[pa] Mihai. Foarte tare au stăr[uit]...".

## Trăsături
Biserica are un plan dreptunghiular,  o absidă mult decroșată, ce se termină spre răsărit în muchie, fapt destul de rar întâlnit la bisericile de lemn din Transilvania.
Bârnele orizontale ale pereților sunt îmbinate printr-un sistem de crestături complicate, ce au asigurat durabilitatea edificiului. La colțuri sunt console cu retrageri succesive, în trepte. Turnul se înalță peste pronaos, are peste 22 m, baza formată din patru grinzi masive ce susțin galeria clopotelor, puțin mai largă decât baza, coiful piramidal și săgeata coifului, octogonală la bază.
Naosul și altarul au la interior bolți semicilindrice. Pereții naosului au în exterior console ce corespund arcurilor dublou din extradosul bolții, care privite din profil sunt imagini inversate ale „capului de cal", motiv zoomorf larg răspândit în arta populară românească.
Portalul este compus din trei bârne pe care sunt sculptate șiruri de „X"-uri, având în spațiul dintre ele două brâuri răsucite în sensuri diferite. În triunghiul isoscel format prin întreruperea continuității brâurilor, în partea de sus a portalului, se reliefează ca motive ornamentale crucea, cu brațele duble, iar în colțurile de sus „coarnele berbecului".

## Imagini din exterior

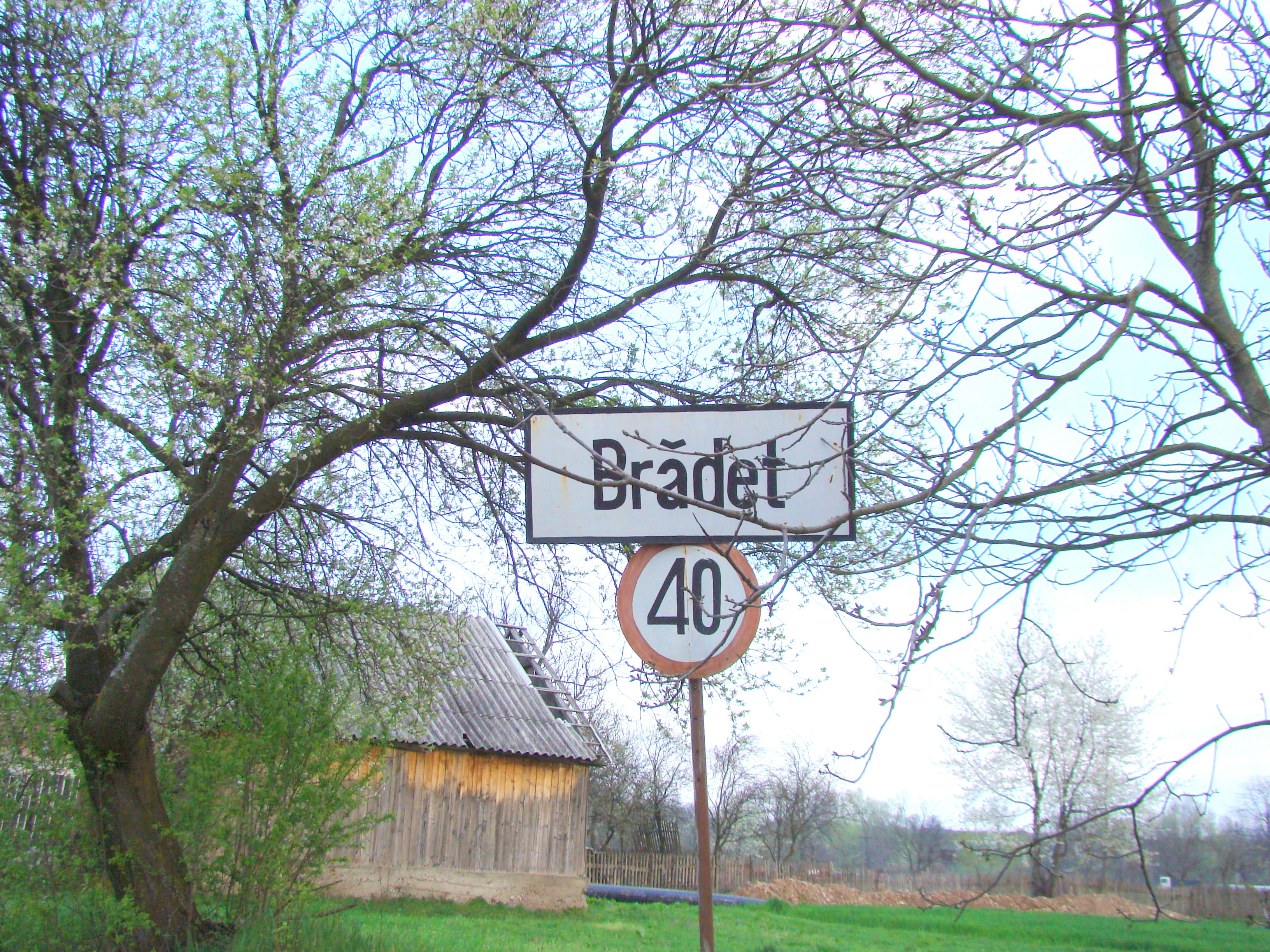
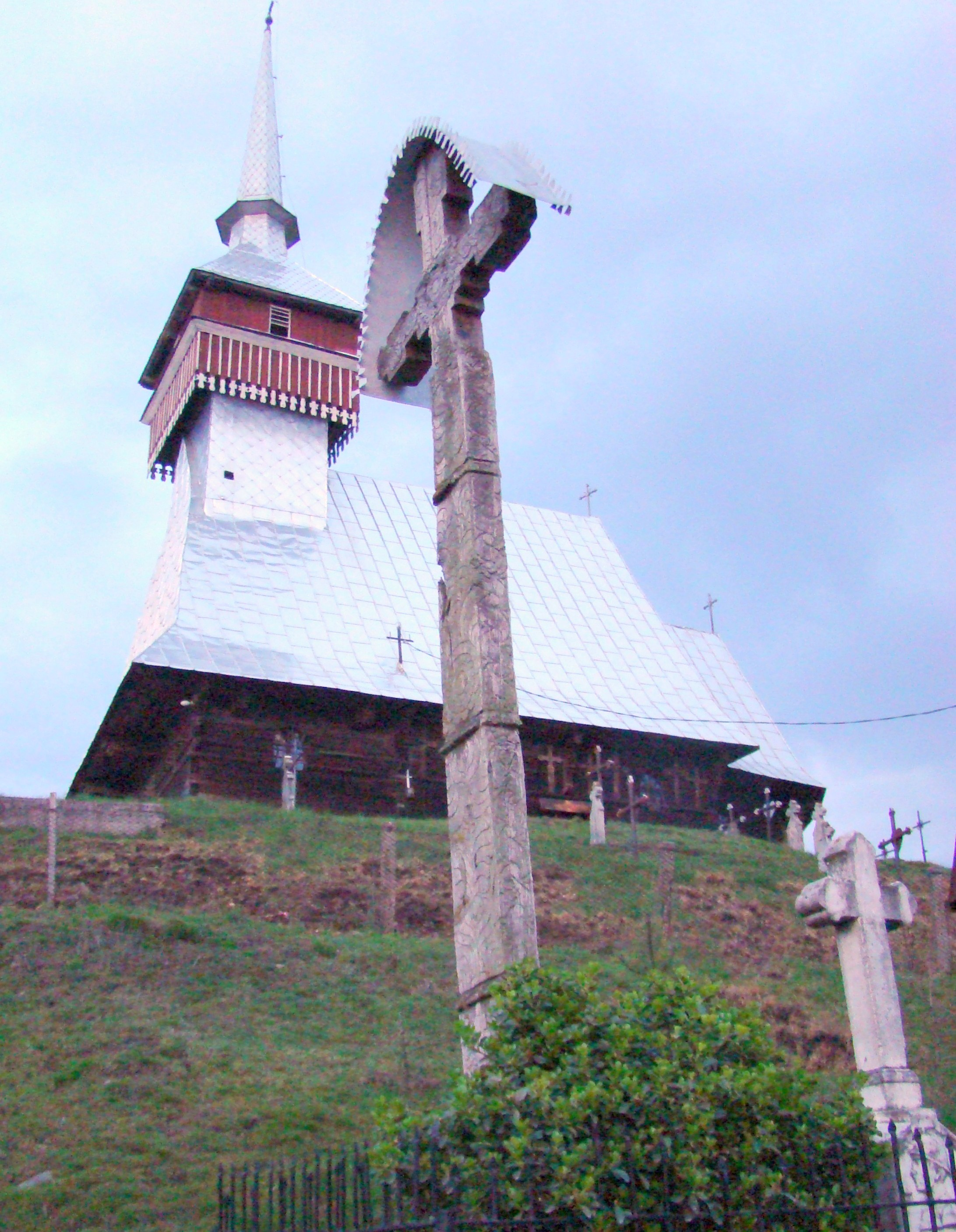
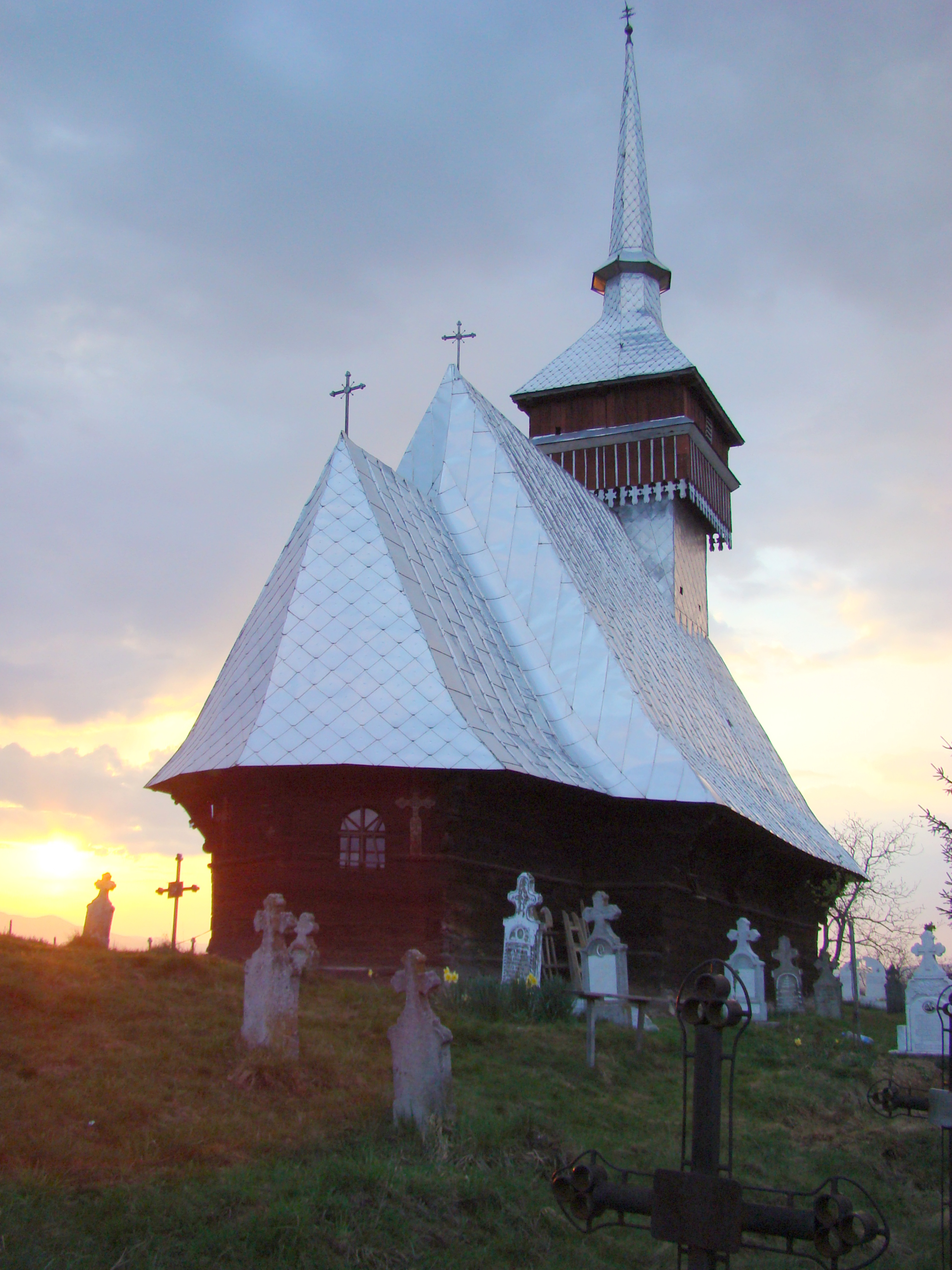
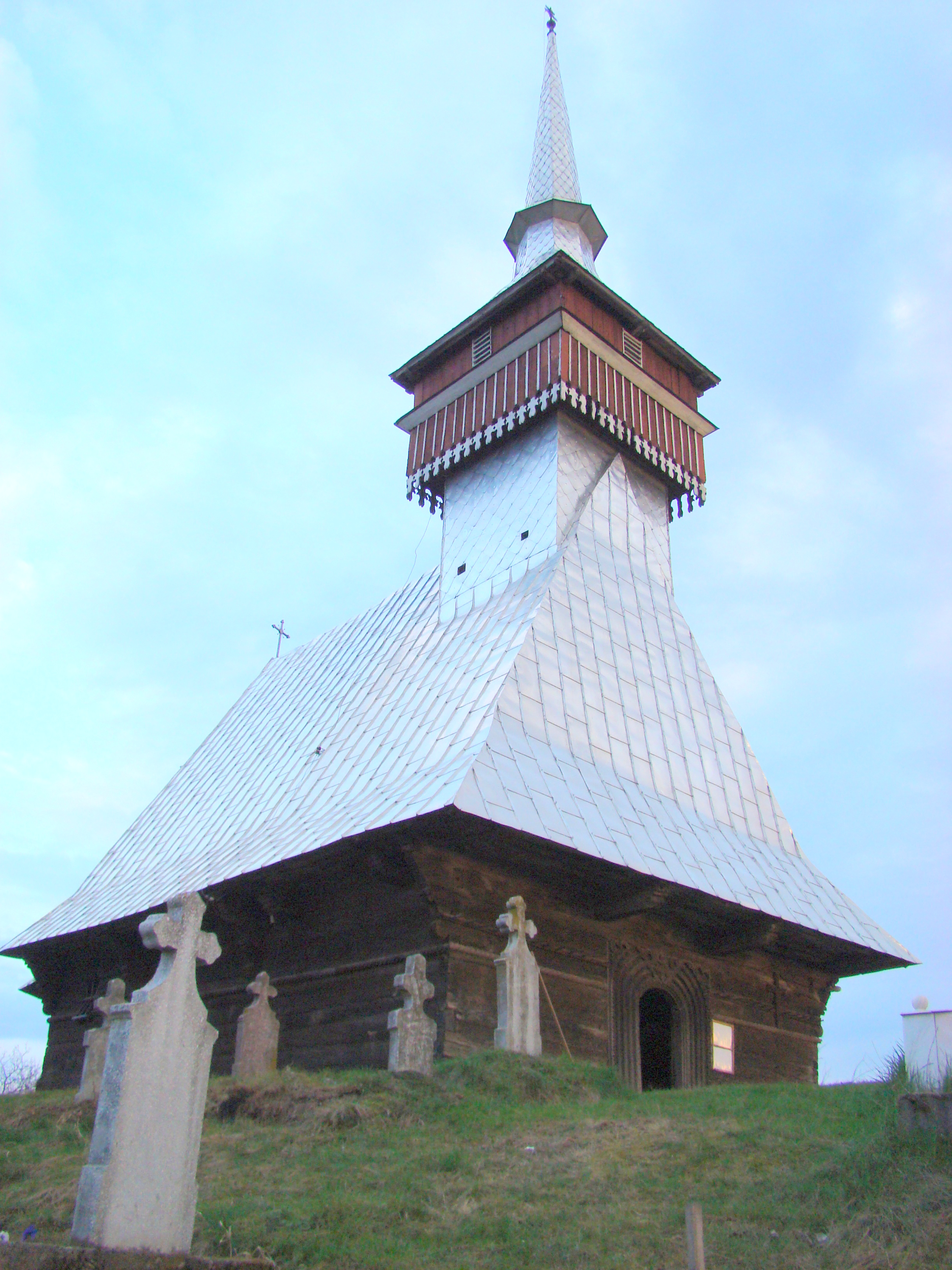
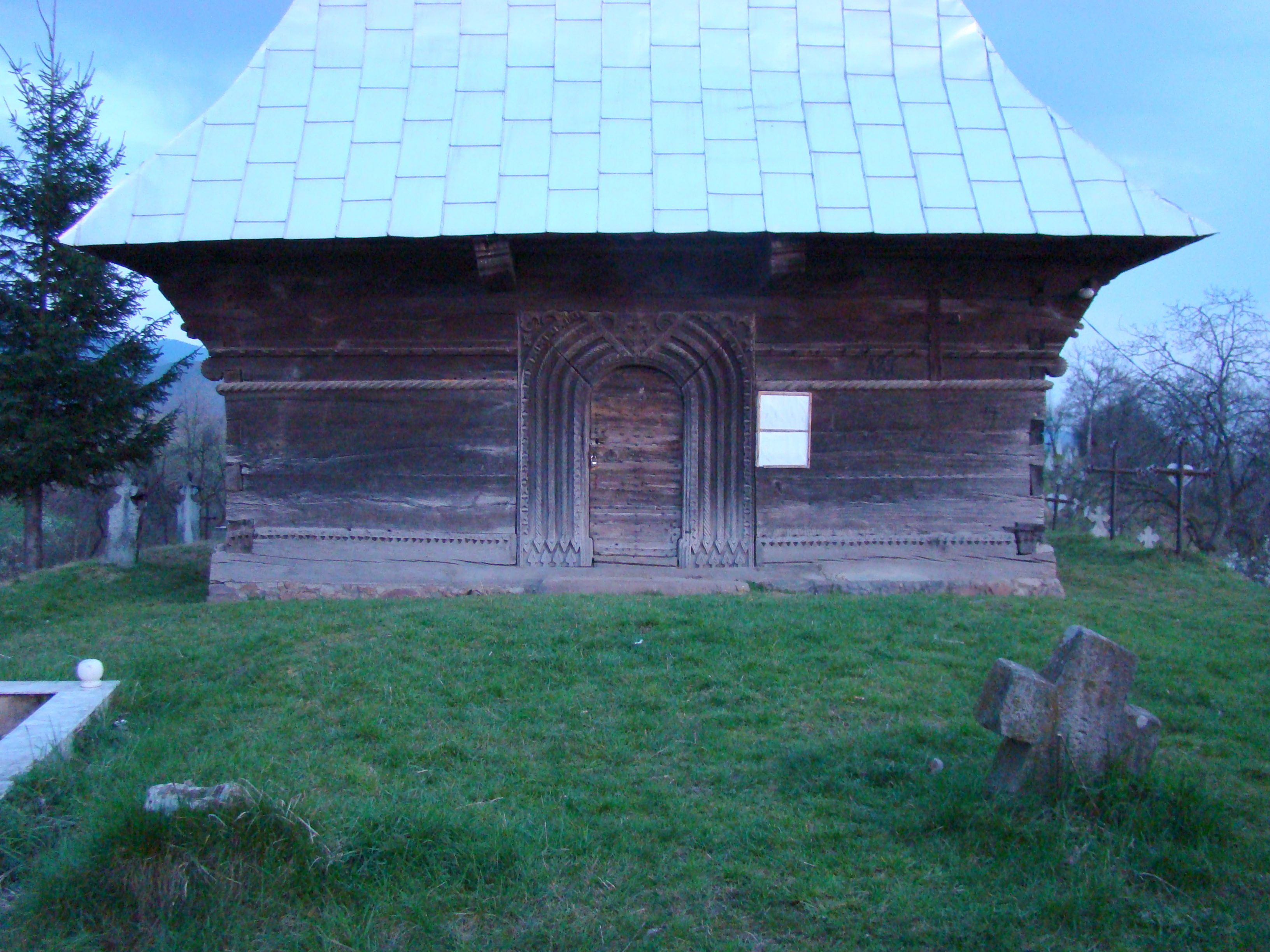
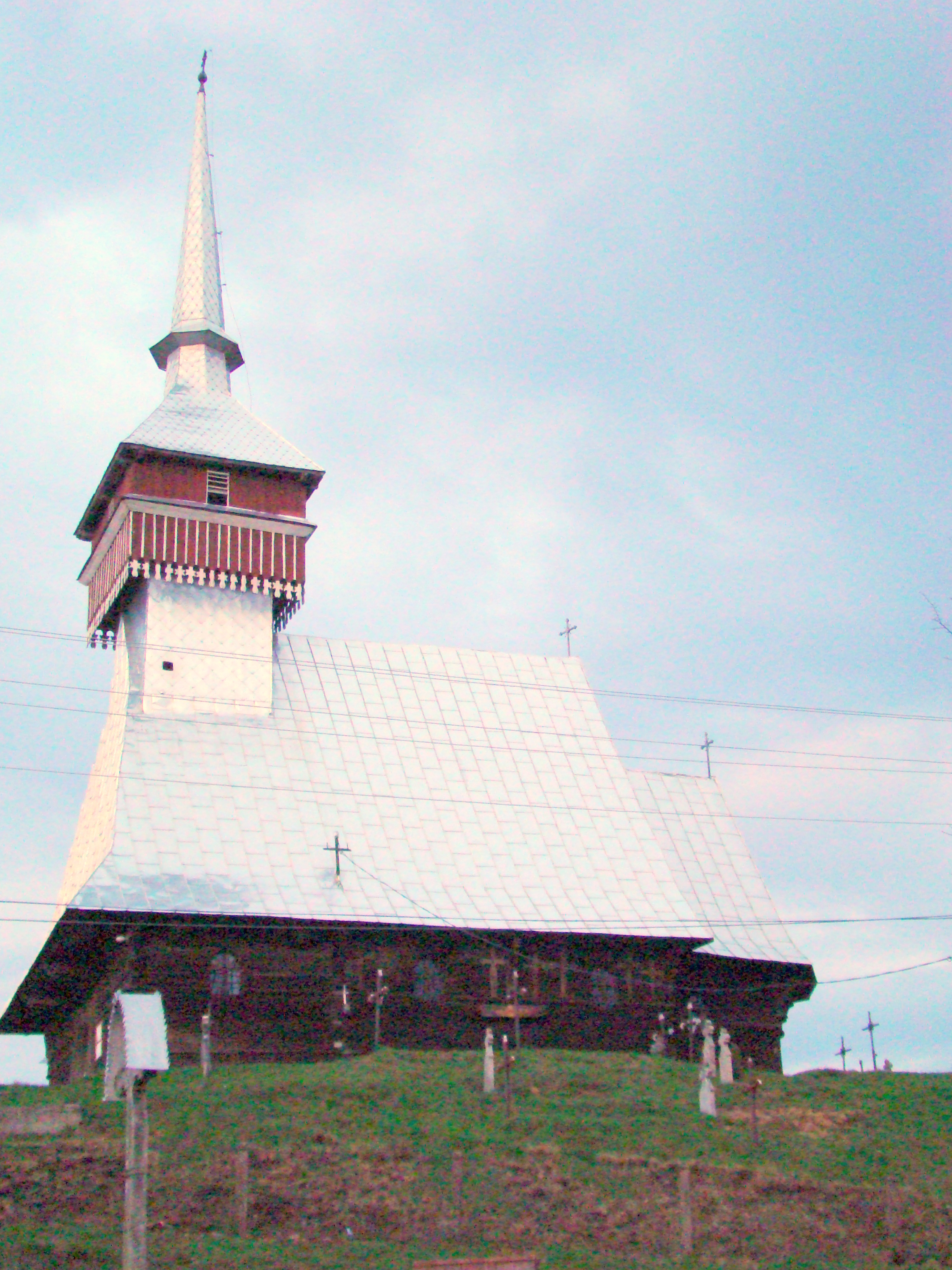
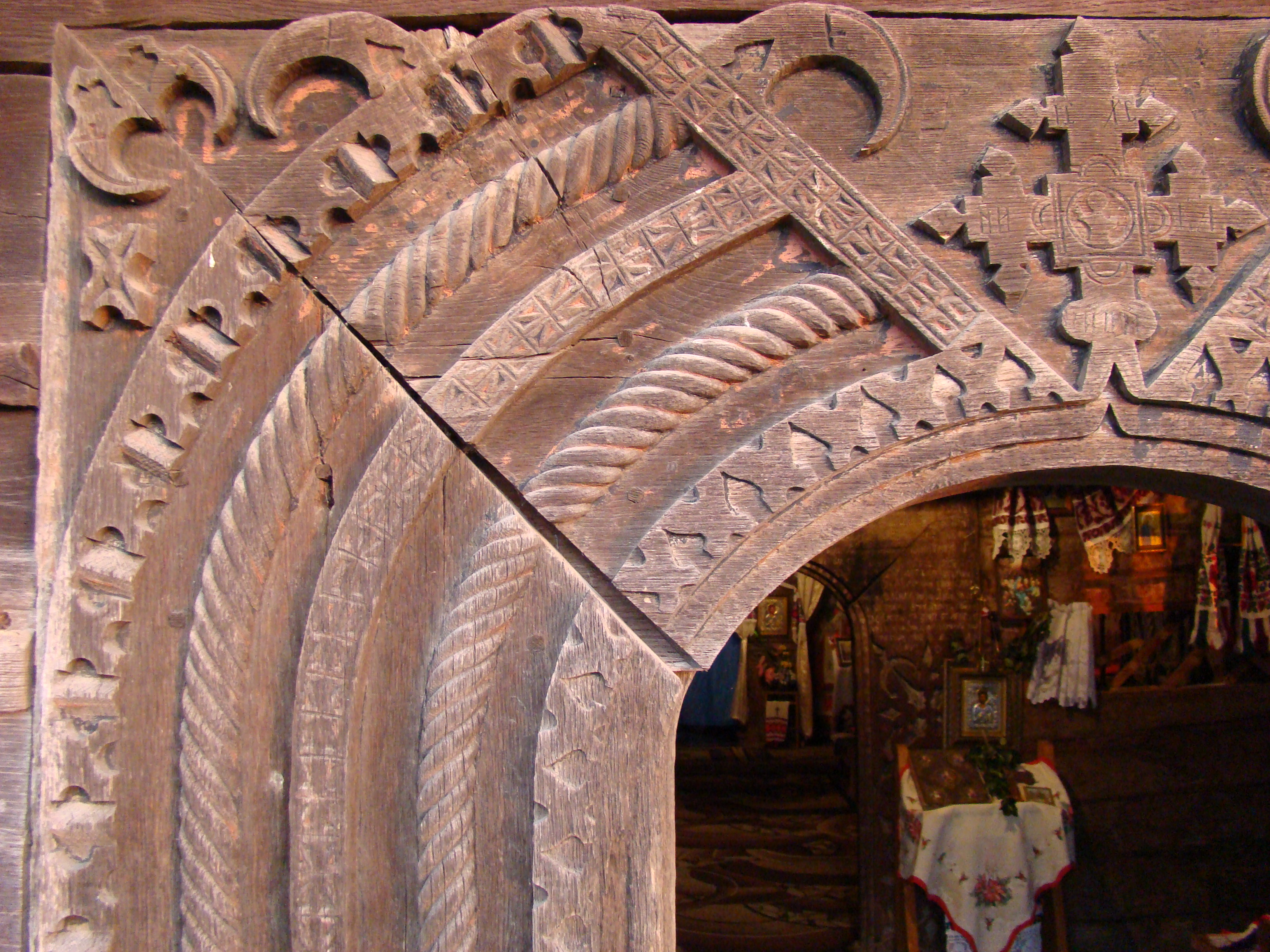
Crucea de pe portalul intrării
Portalul intrării, detaliu lângă prag
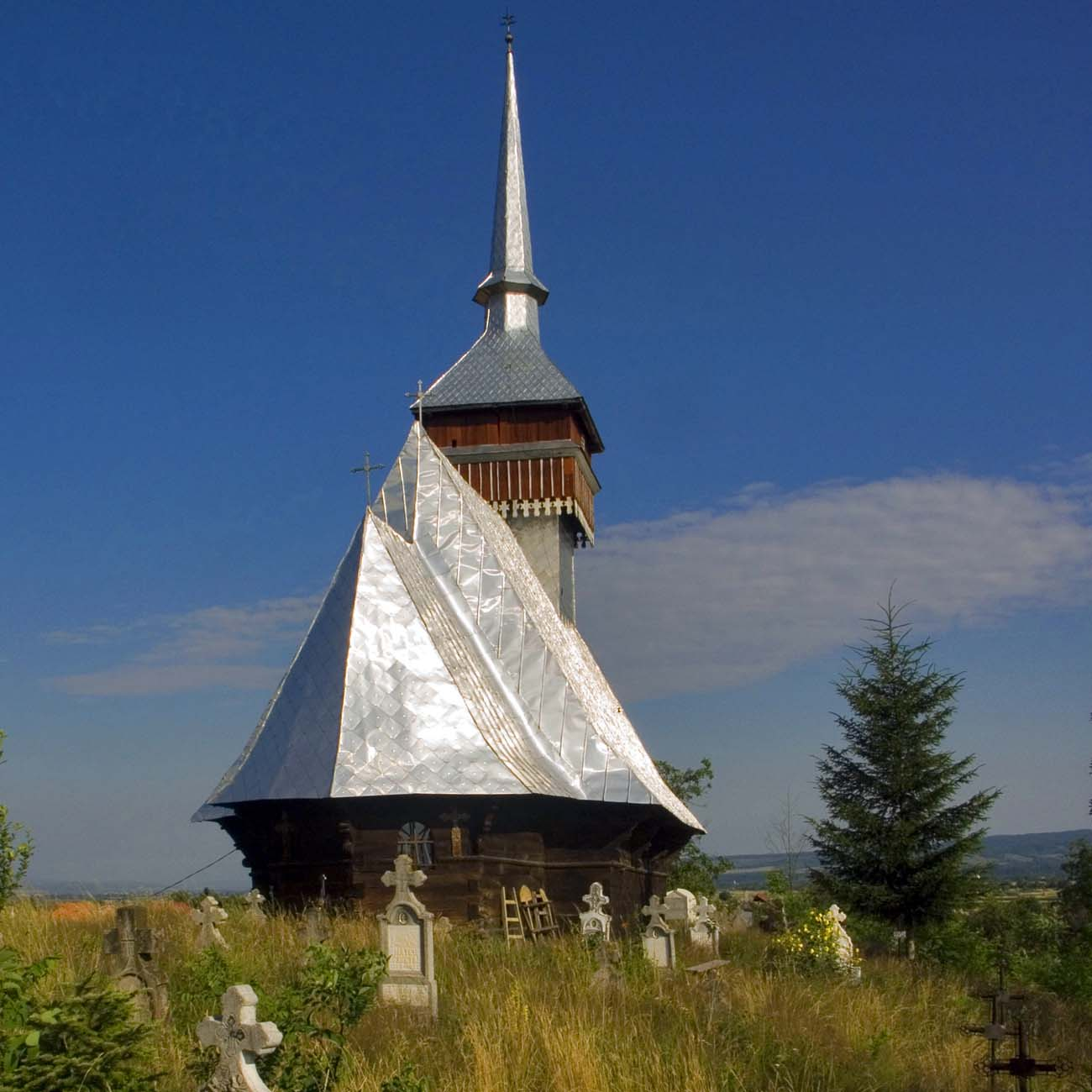
Dosul bisericii
Cheotori şi brâu median
Fereastra dinspre răsărit
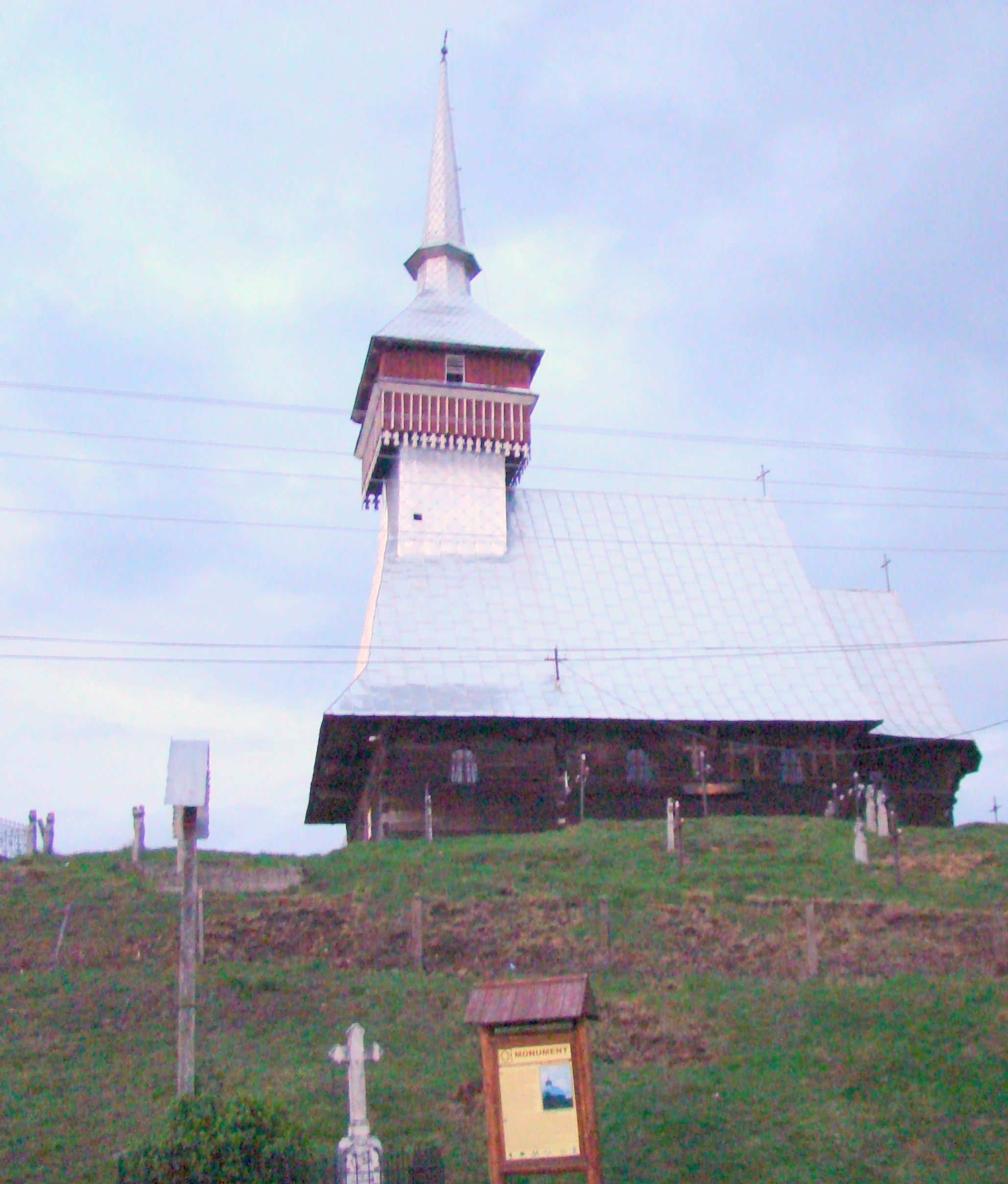
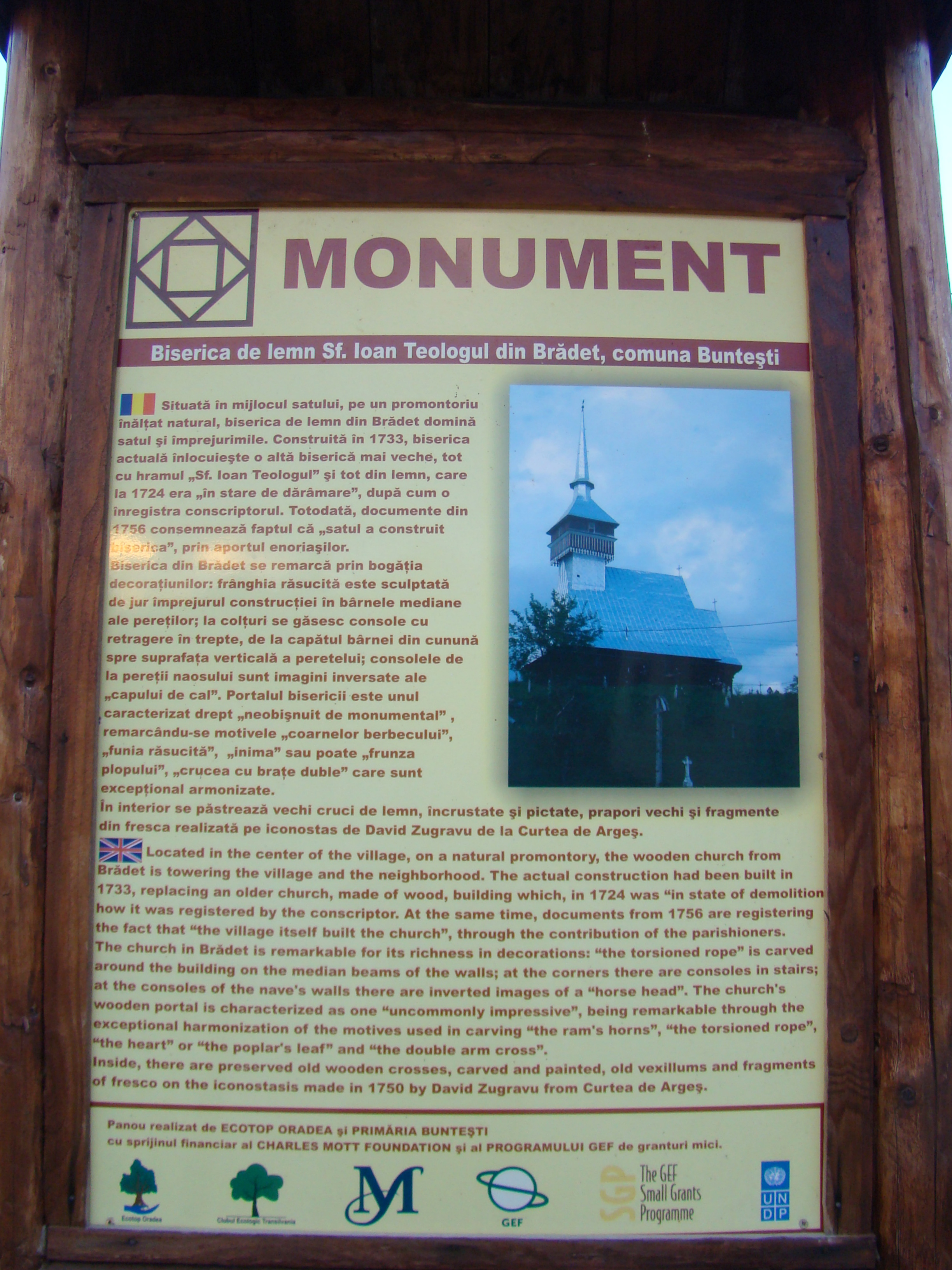
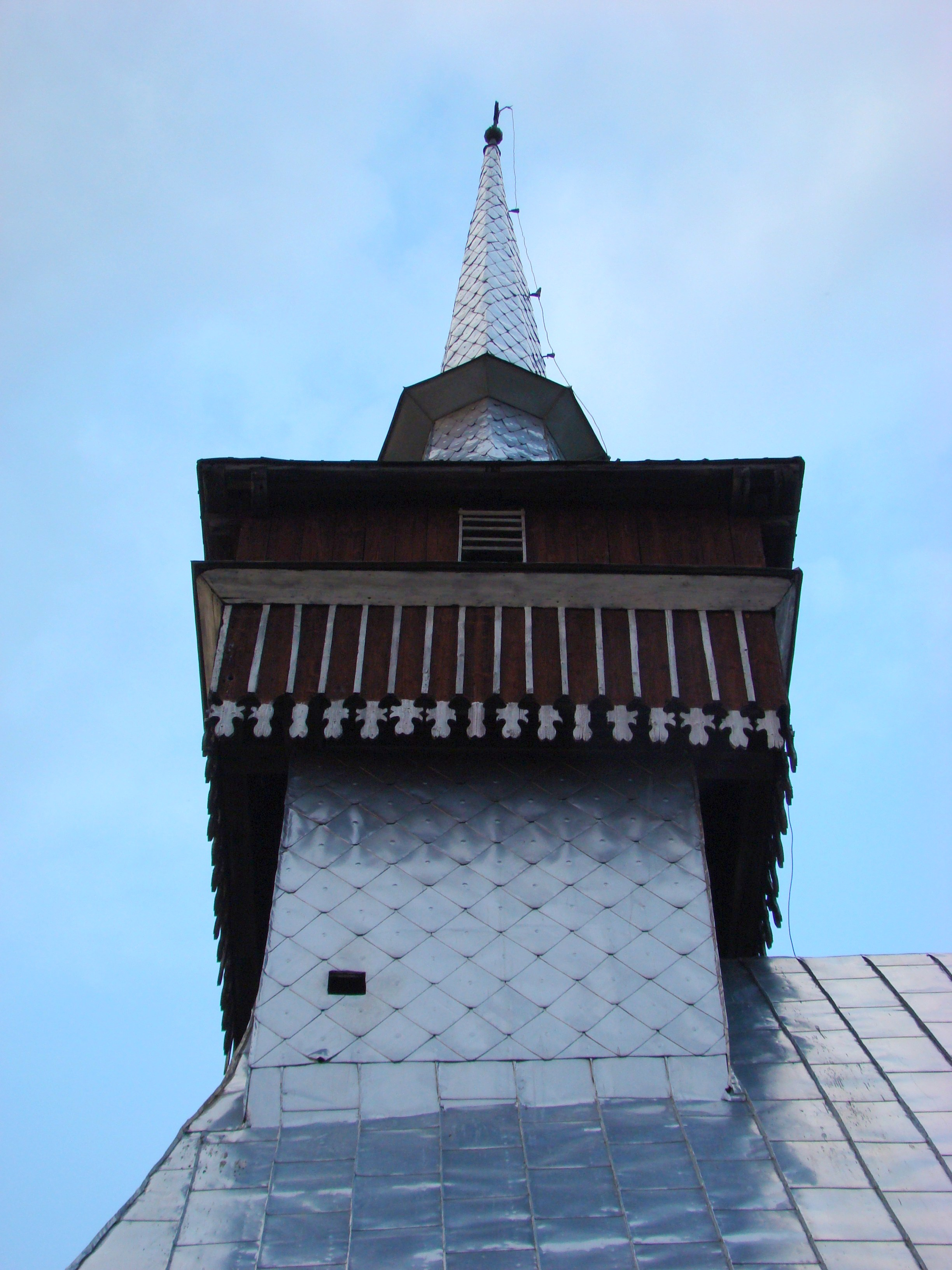
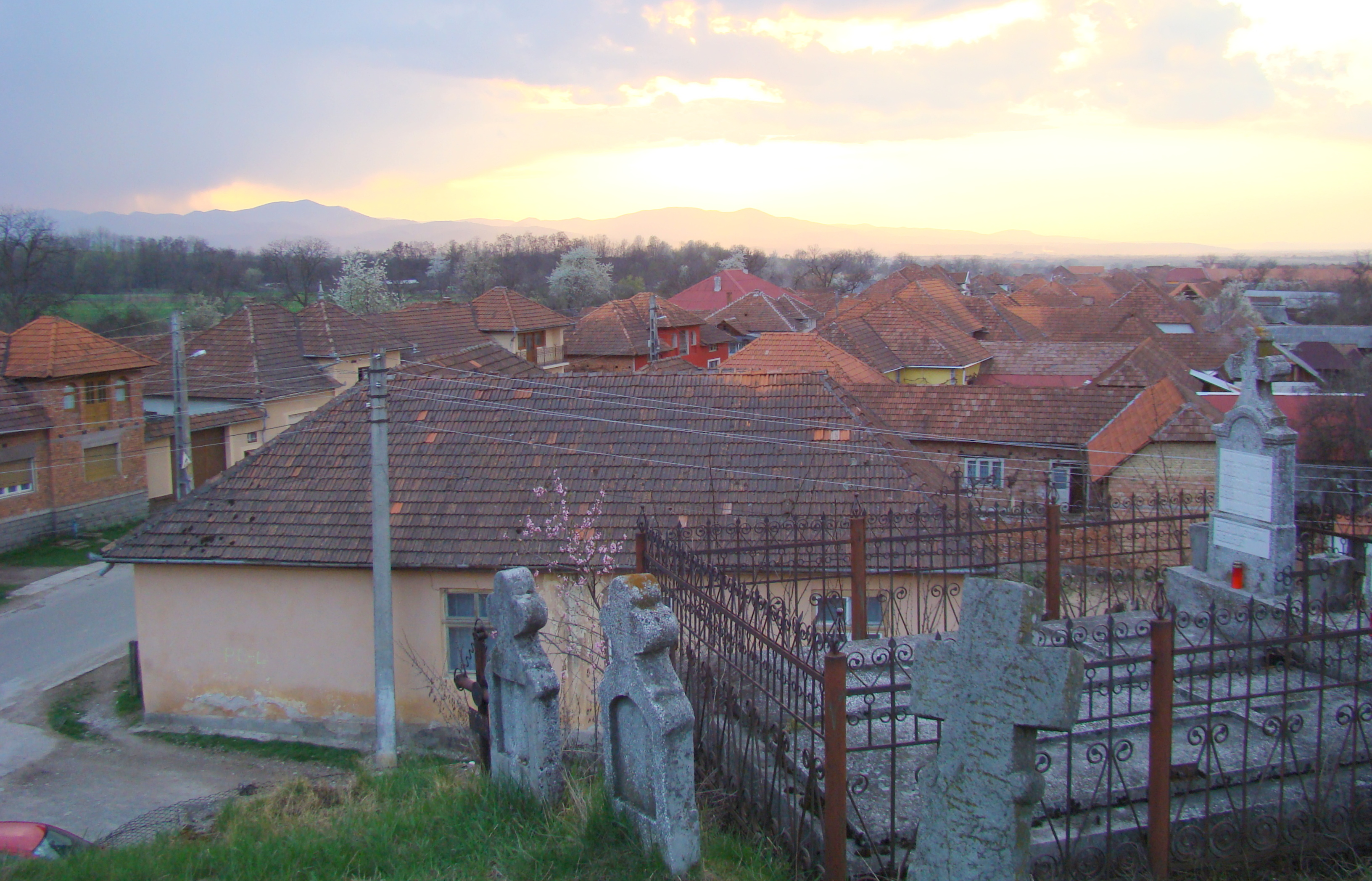
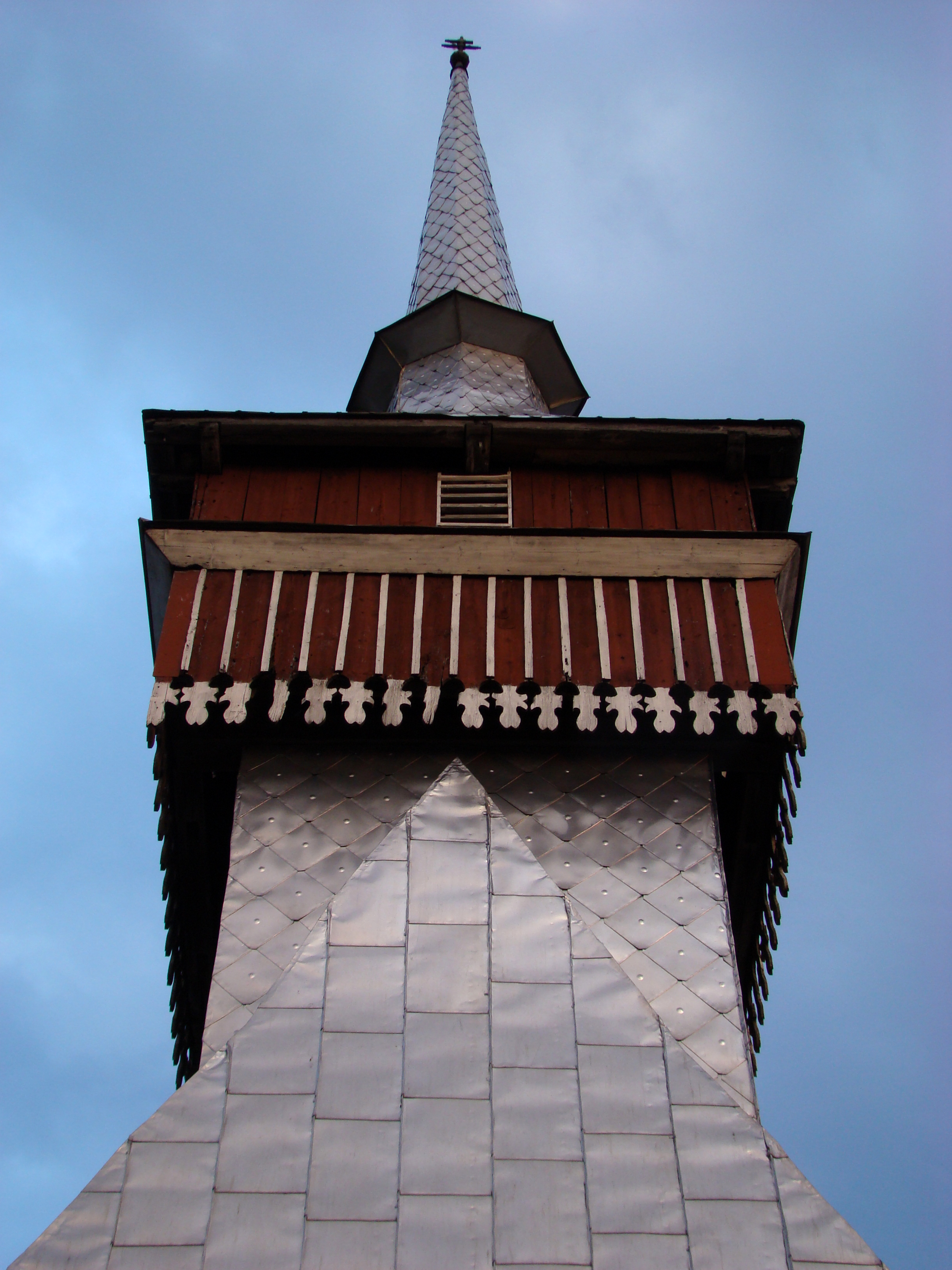
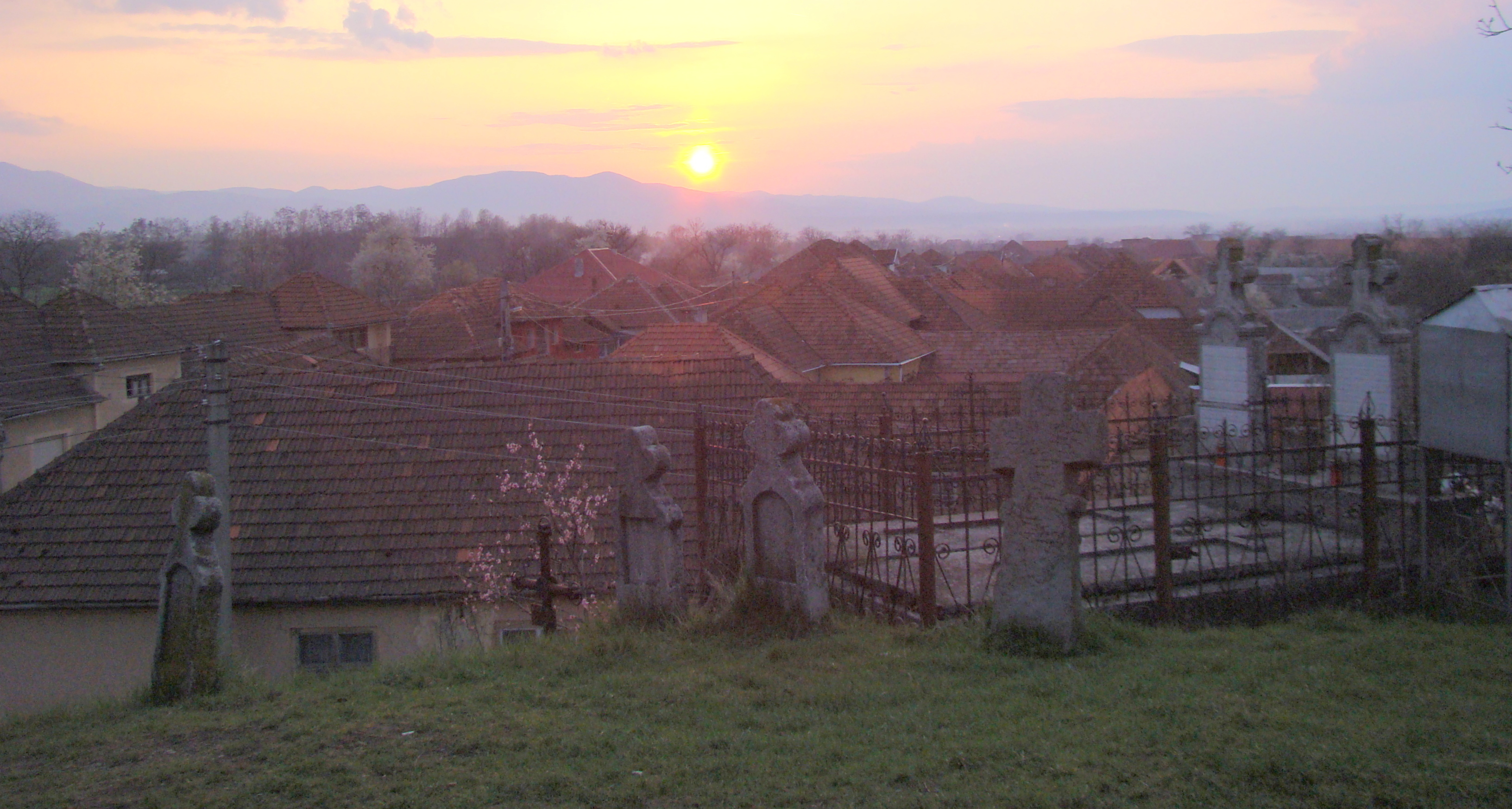

## Imagini din interior

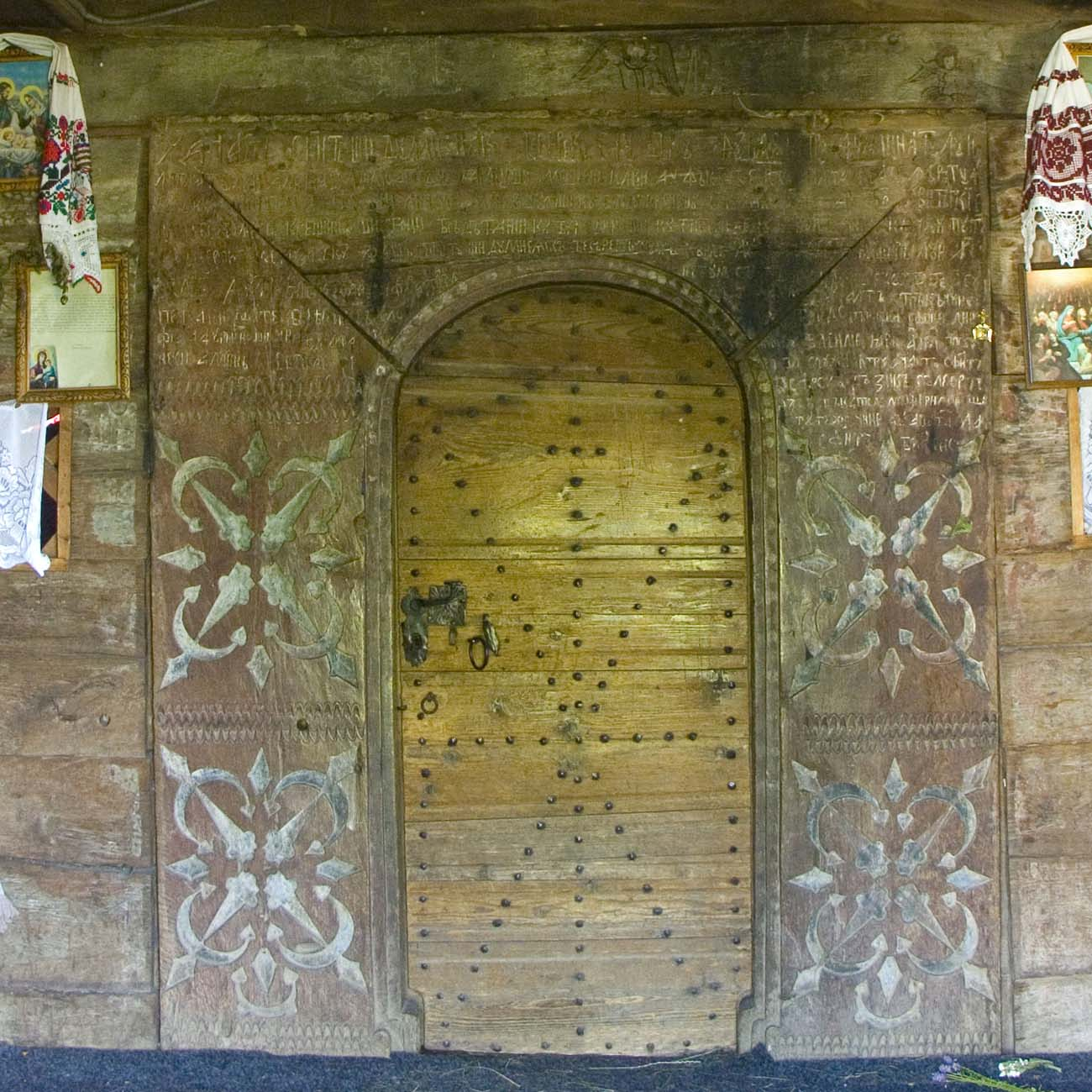
Portalul interior, spre naos
Uşile împărăteşti
Deschidere circulară în tâmplă
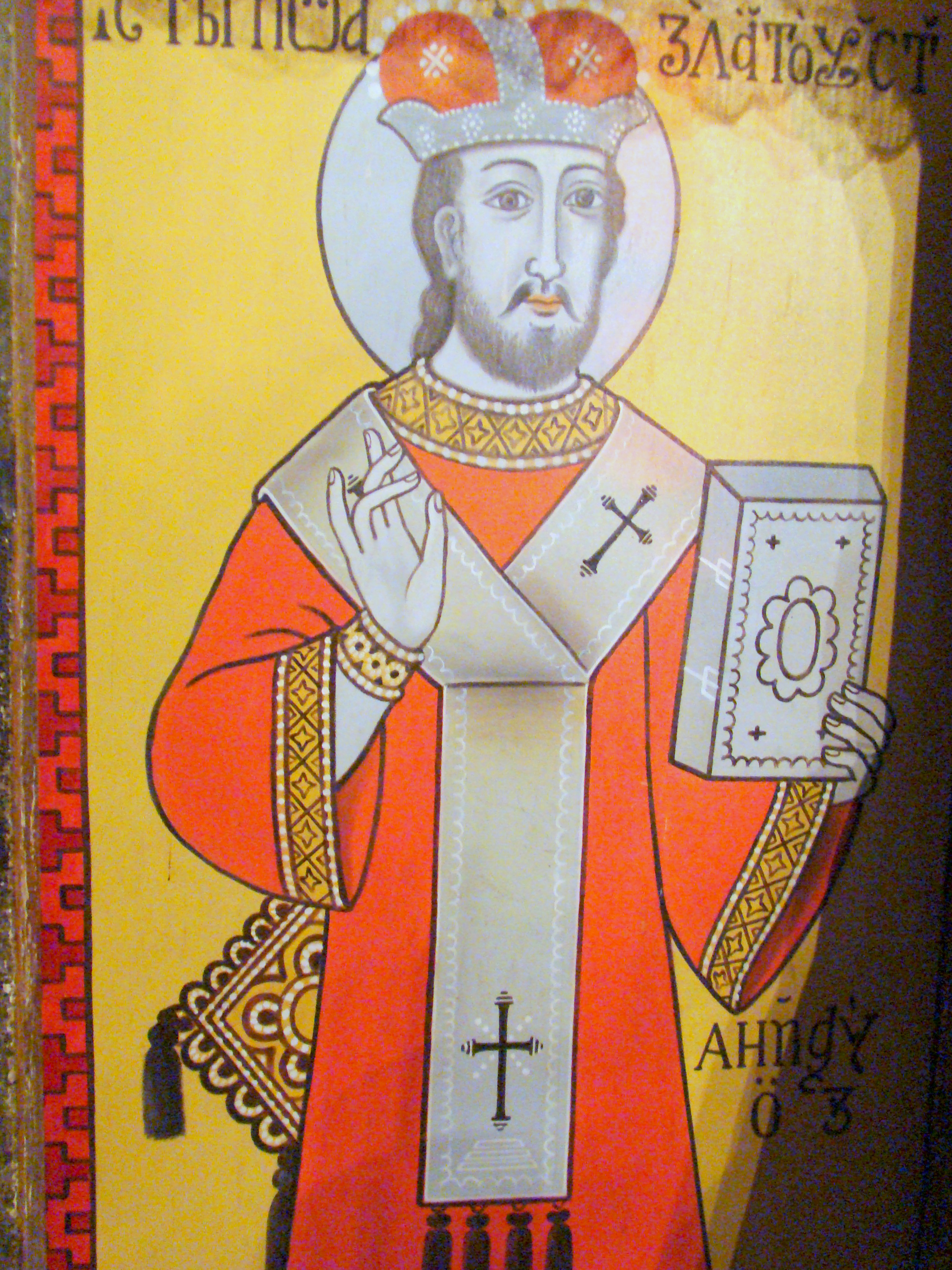
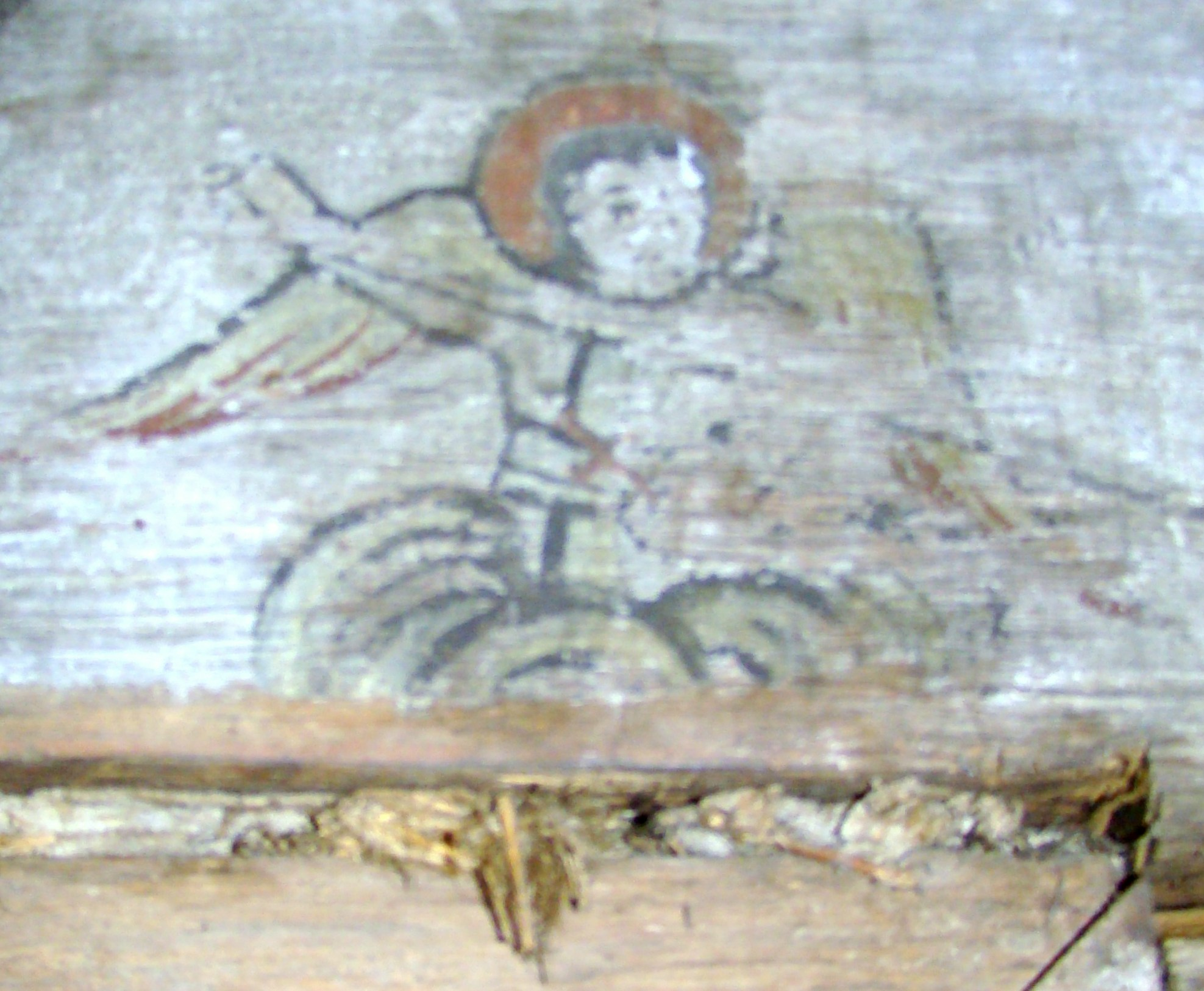
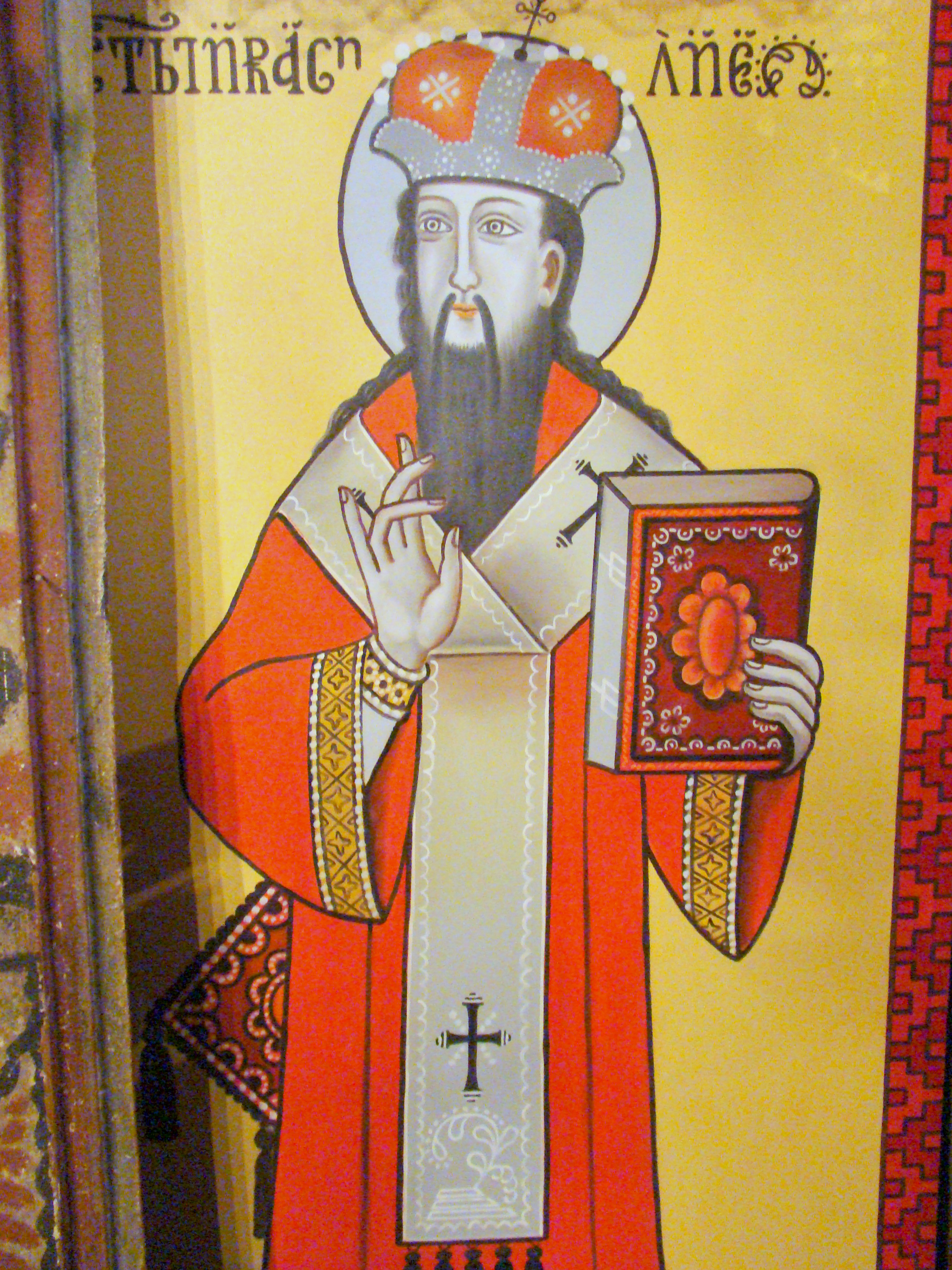
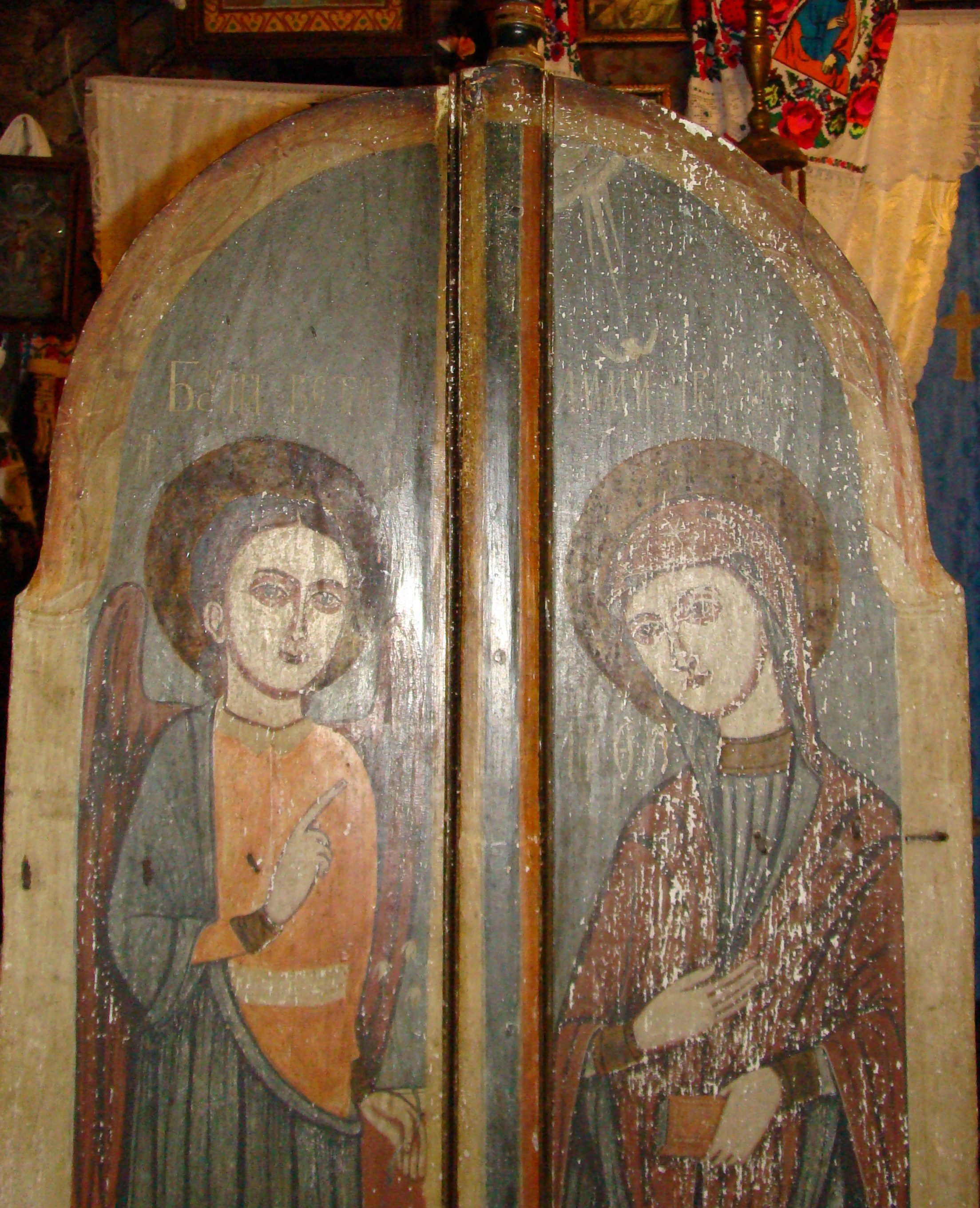
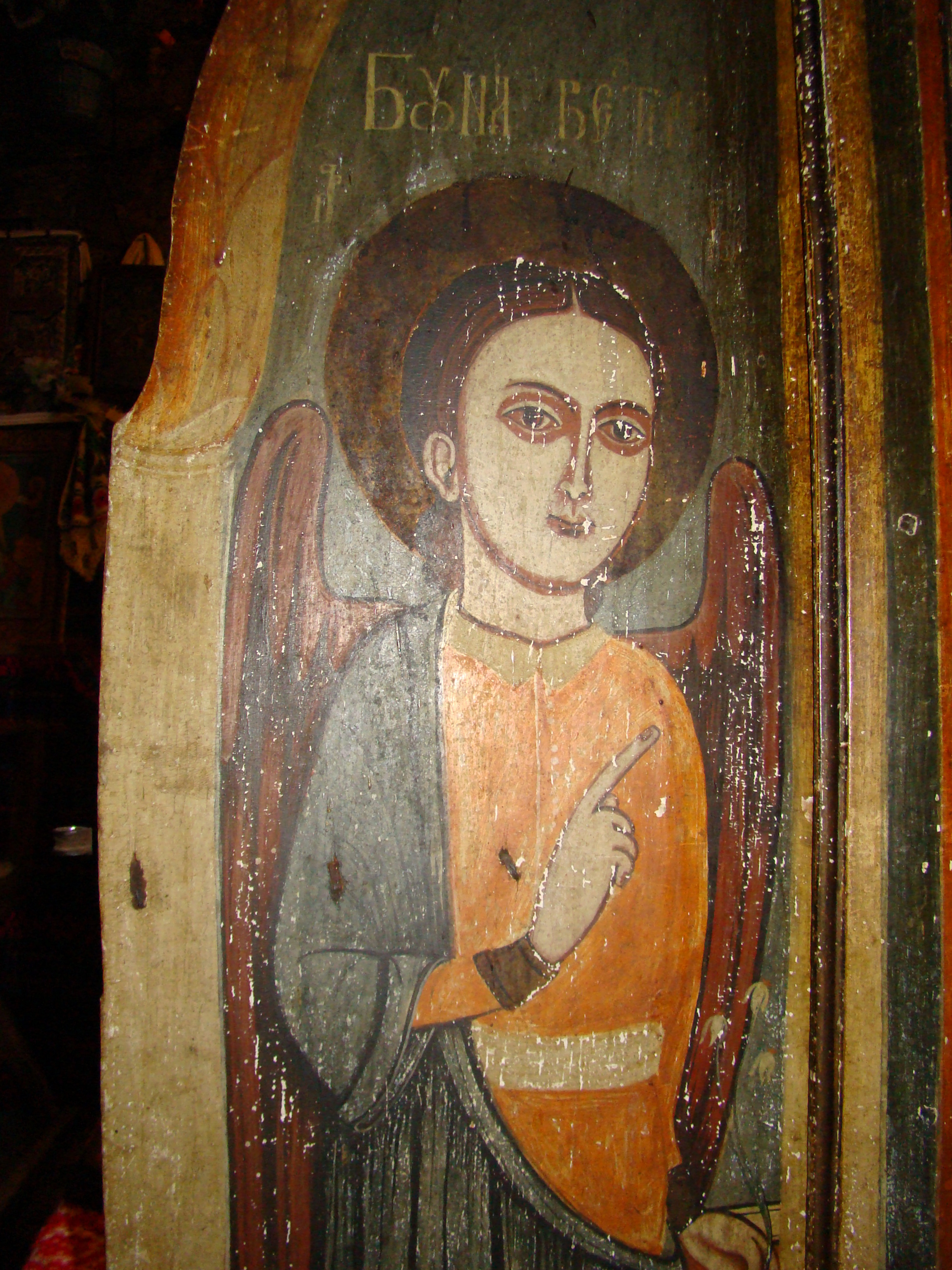
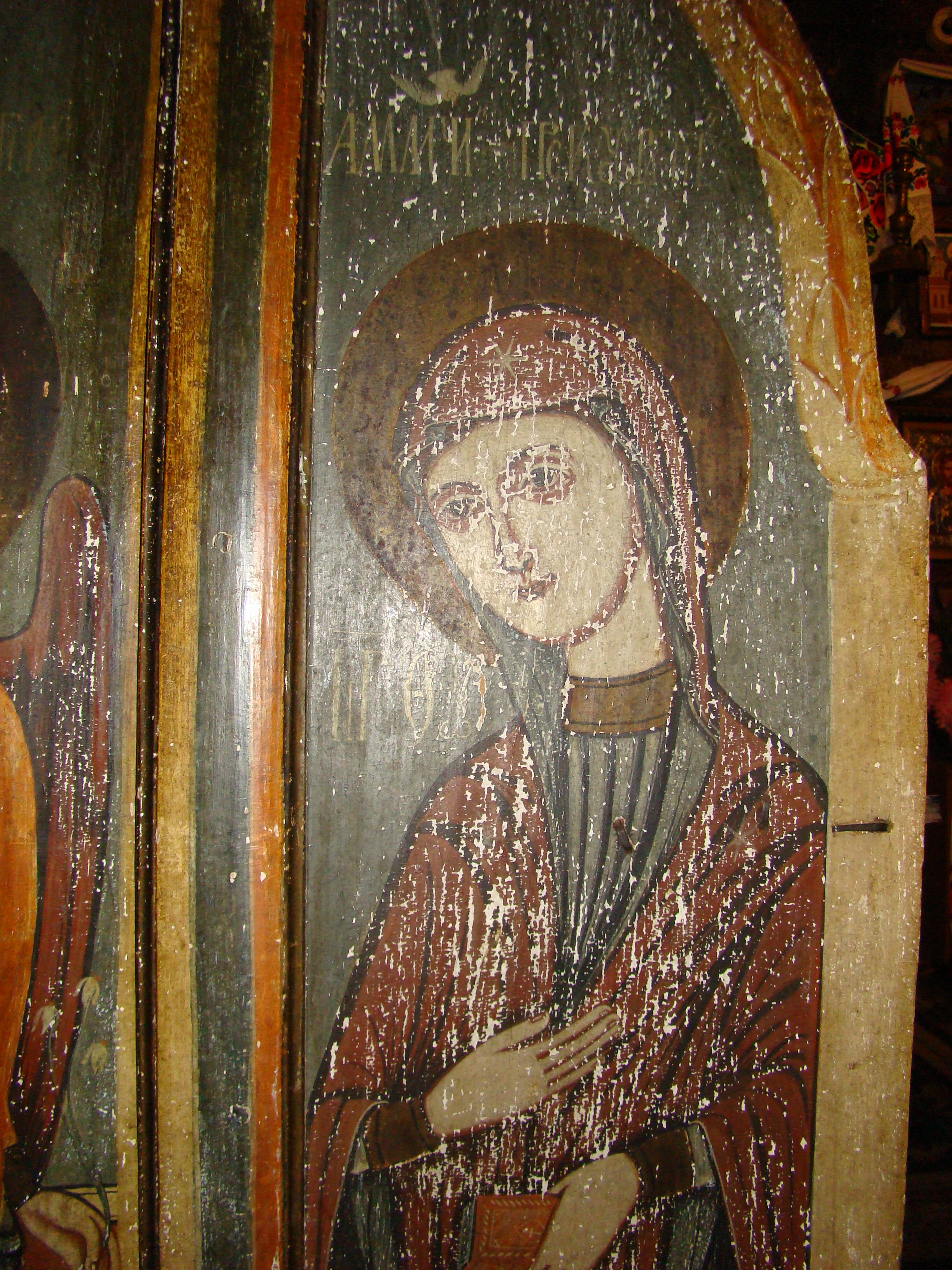
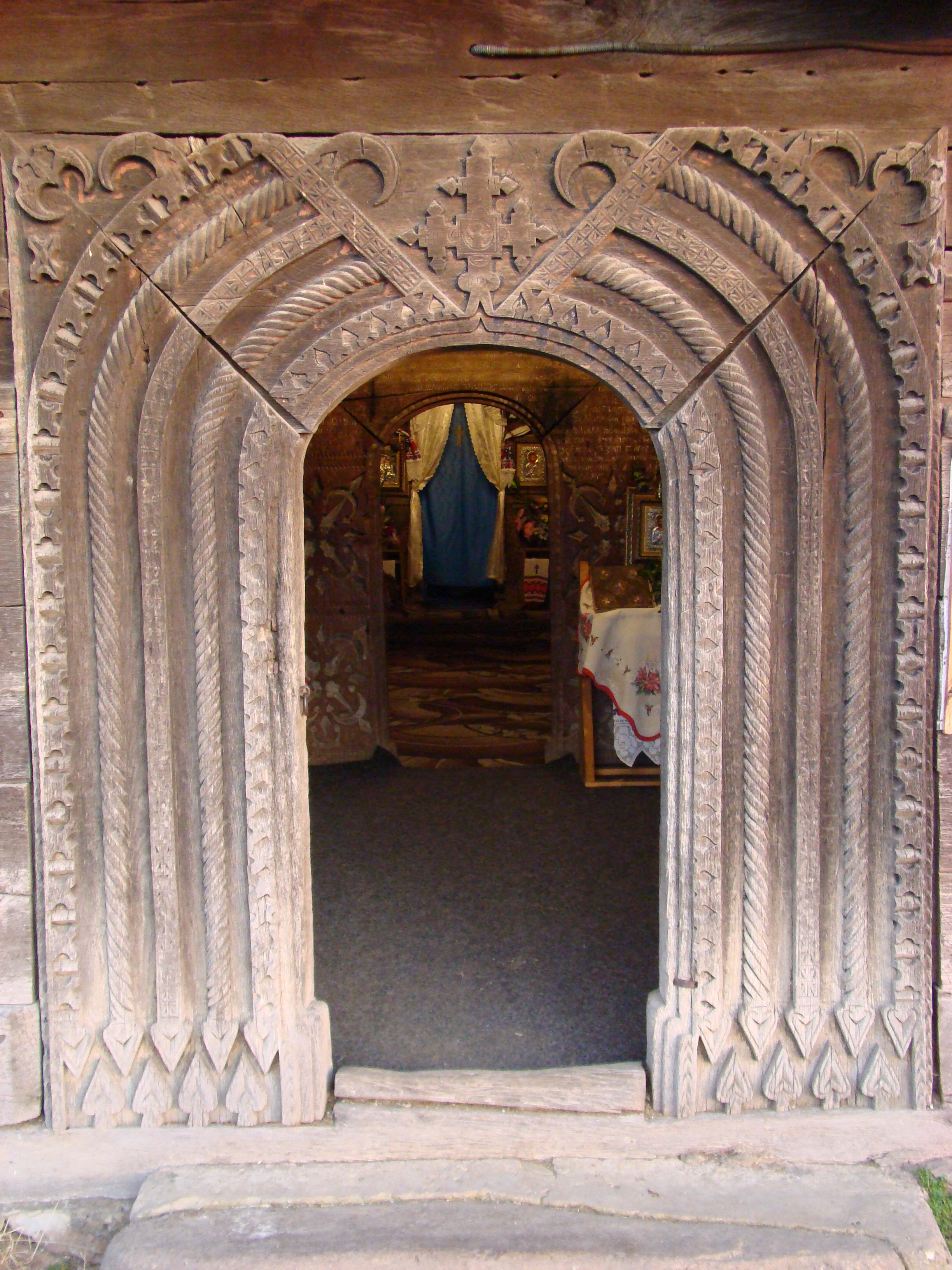
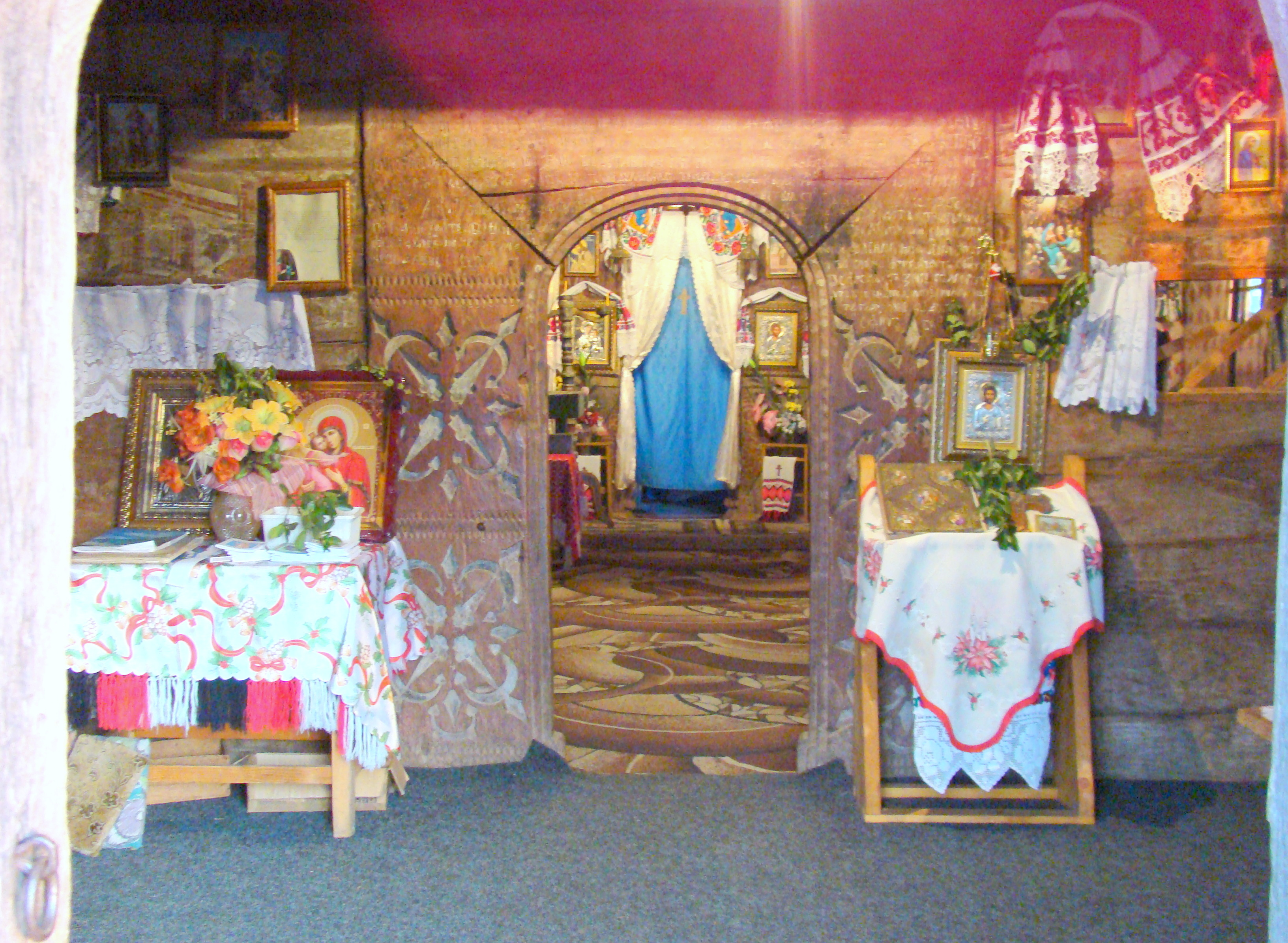
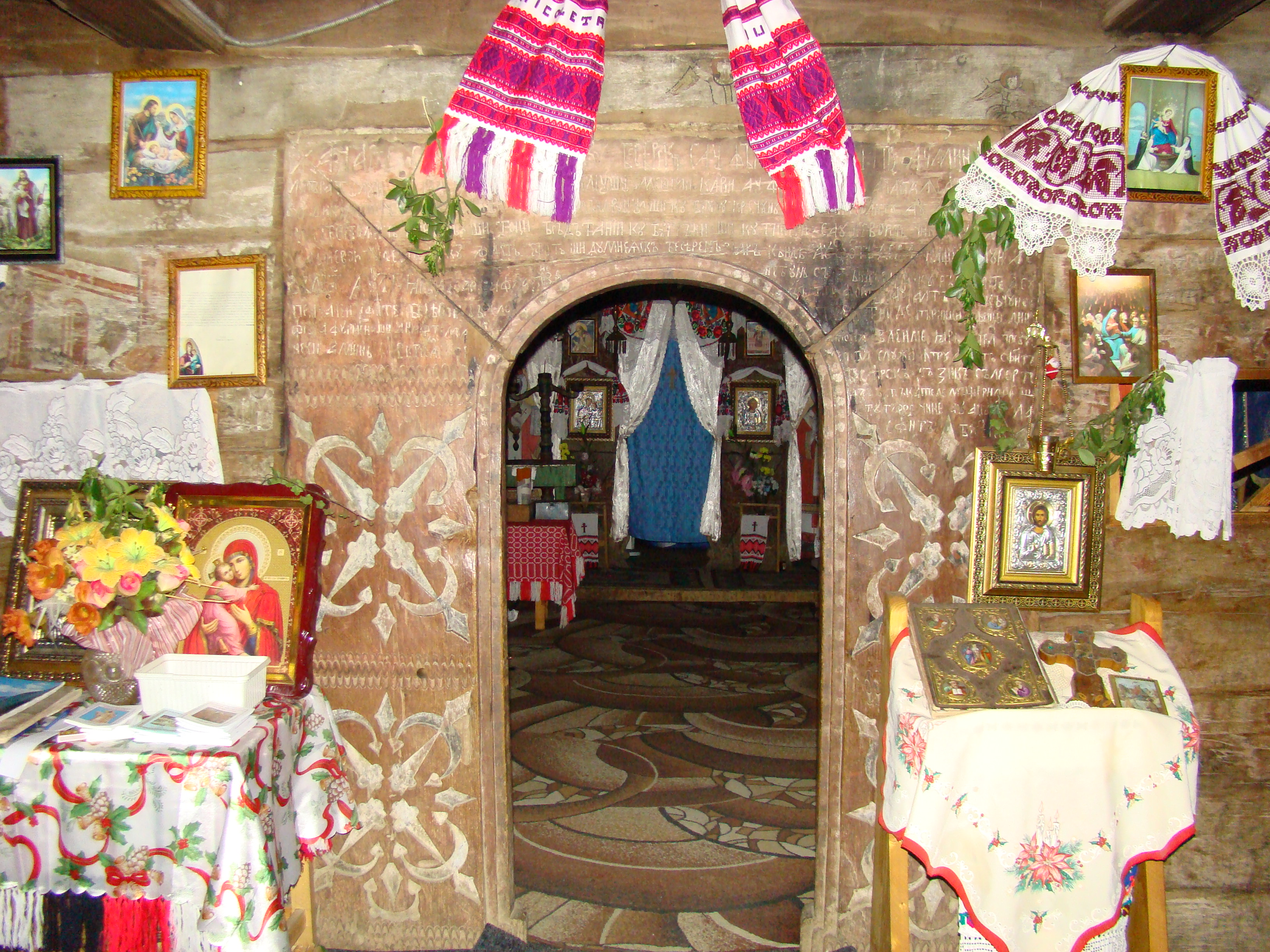
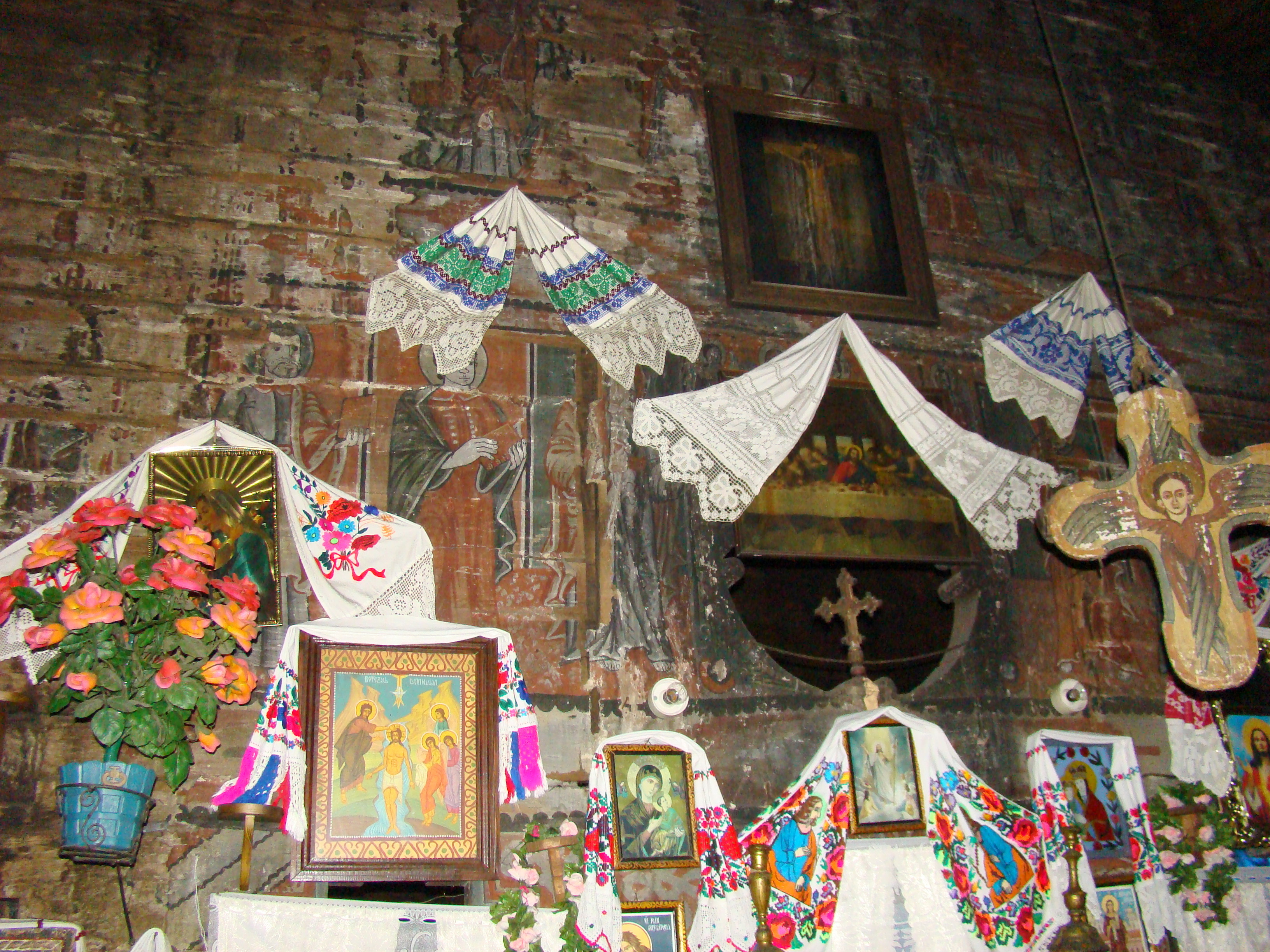
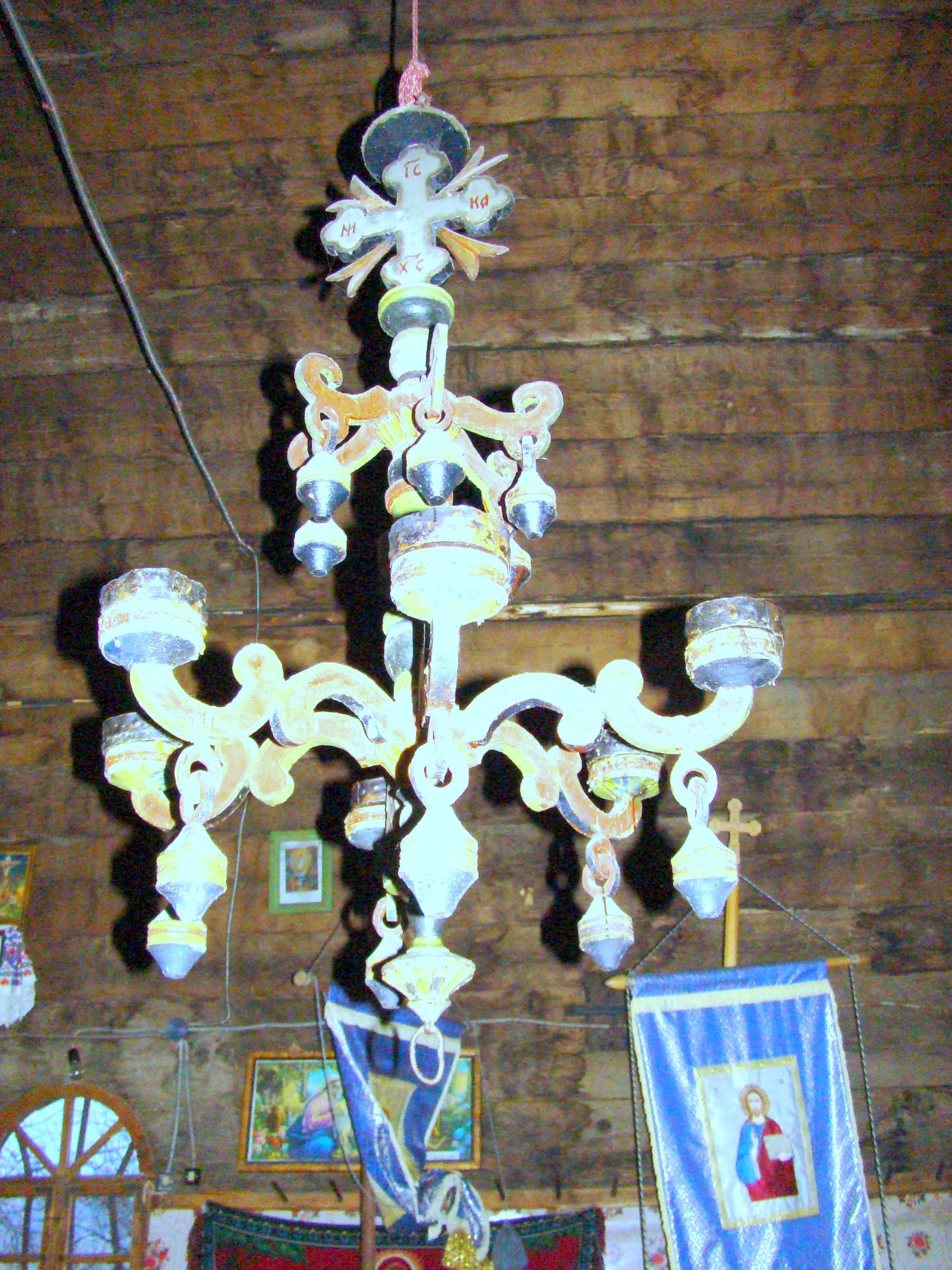
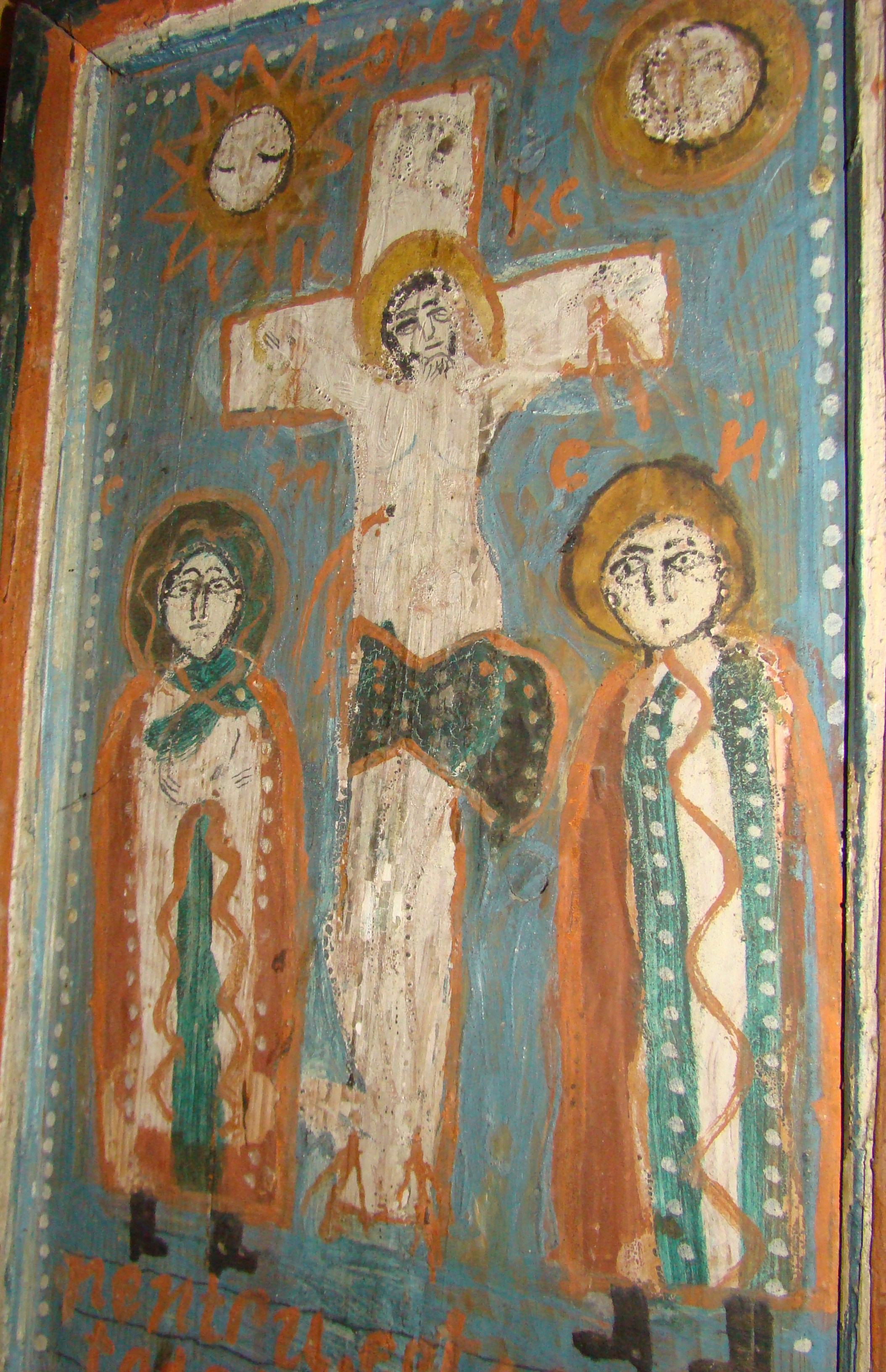